# Via Giulia
Via Giulia è una strada di Roma, importante per motivi storici e architettonici.
La strada, il cui progetto fu commissionato da Giulio II a Donato Bramante, fu una delle prime importanti realizzazioni urbanistiche della Roma papale. La sua apertura rispondeva a tre scopi: la creazione di un'arteria di scorrimento inserita in un nuovo sistema di strade sovrapposto al dedalo di vicoli della Roma medievale; l'edificazione di un grande viale circondato da sontuosi edifici per testimoniare la rinnovata grandezza della chiesa; e infine, la fondazione di un nuovo centro amministrativo e bancario vicino al Vaticano, sede dei papi, e lontano dal tradizionale centro cittadino del Campidoglio, dominato dalle famiglie baronali romane avversarie della chiesa.
Nonostante l'interruzione del progetto dovuto alla Pax Romana del 1511 e alla morte del papa due anni dopo, la nuova strada divenne da subito uno dei centri principali del Rinascimento a Roma. Numerosi palazzi e chiese furono costruiti dai più importanti architetti dell'epoca, come Raffaello Sanzio e Antonio da Sangallo il Giovane, i quali spesso scelsero anche di trasferirsi nella via. A questi si affiancarono diverse famiglie nobili, mentre le nazioni europee e le città stato italiane scelsero di costruire le loro chiese nella via o nelle immediate vicinanze.
Nel periodo barocco l'attività edilizia, diretta dai migliori artisti dell'epoca come Francesco Borromini, Carlo Maderno e Pietro da Cortona, proseguì senza sosta, mentre la strada, indirizzo favorito della nobiltà romana, divenne teatro di tornei, feste e sfilate carnevalesche. In questo periodo i papi e i mecenati privati continuarono ad occuparsi della strada fondando istituti di carità e fornendo acqua potabile alla zona.
Dalla metà del XVIII secolo, lo spostamento del centro della città verso il Campo Marzio causò la cessazione dell'attività edilizia e l'abbandono della strada da parte della nobiltà. Quest'ultima venne sostituita da una popolazione artigiana che vi si trasferì insieme alle sue botteghe, e Via Giulia assunse quell'aspetto solitario e solenne che l'avrebbe caratterizzata per duecento anni.
Dopo un declino di due secoli, a partire dalla metà del Novecento la strada ha vissuto una rinascita, e adesso è di nuovo uno degli indirizzi più prestigiosi della città.

## Ubicazione
La strada si estende in direzione sud-sudest - nord - nordovest sulla riva sinistra (est) del Tevere, tra Piazza San Vincenzo Pallotti, davanti a Ponte Sisto, e Piazza dell'Oro. È lunga circa un chilometro, e attraversa i Rioni Regola e Ponte.

## Denominazioni
La strada ha preso il nome dal suo committente, papa Giulio II, che la fece costruire nel 1508. È stata chiamata anche Via Magistralis ("Strada principale in latino") per la sua importanza, e anche Via recta ("Via Dritta") per la forma del suo tracciato.

## Storia
A Roma, fin dall'alto Medioevo, mentre il cuore politico e rappresentativo della città sembrava essere rimasto sul Campidoglio, l'area dell'antico Campus Martius si sviluppò in uno dei quartieri più densamente popolati (abitato). Il dedalo di stretti vicoli era attraversato da tre sole anguste strade: la Via Papalis ("Via Papale"), la Via Peregrinorum ("Via dei Pellegrini") e la Via Recta ("Via Diritta"). Attraverso queste strade, verso la strettoia di Ponte Sant'Angelo, fin dal Medioevo si snodavano quasi quotidianamente solenni processioni. Già nel primo Anno Santo del 1300, proclamato da papa Bonifacio VIII, la folla sul ponte verso Castel Sant'Angelo era così numerosa che, come Dante Alighieri descrive nella Divina Commedia, si dovette creare una sorta di sistema di traffico bidirezionale per evitare ingorghi o panico. Dopo il ritorno di papa Martino V a Roma nel 1420, le masse di pellegrini aumentarono di nuovo enormemente, soprattutto negli anni del Giubileo. Il 29 dicembre 1450, l'ultimo giorno dell'Anno Santo, sul ponte scoppiò il panico, cosa che provocò la morte di più di 300 persone.. A seguito della catastrofe del 1450, papa Niccolò V ordinò che Ponte Sant'Angelo fosse sgomberato dalle bancarelle e dalle botteghe e furono avviati i primi interventi urbanistici nella zona. Nel 1475, per alleggerire il percorso di pellegrinaggio attraverso il Ponte, papa Sisto IV ordinò la ricostruzione del Ponte Sisto, che porta il suo nome, attraverso il Tevere. (iscrizione), collegando così i rioni Regola e Trastevere. Contemporaneamente egli dispose il restauro della Via Pelegrinorum e dell'area intorno a Campo de' Fiori. (iscrizione). Secondo il cronista Stefano Infessura, tuttavia, anche motivazioni strategiche furono decisive ai fini di questi progetti. Nel 1497 papa Alessandro VI decretò l'ampliamento della Via Pelegrinorum (Fig.) e iniziò il restauro di Via della Lungara sulla riva destra del Tevere da Ponte Sisto alla Basilica di San Pietro.

### Il progetto di Giulio II

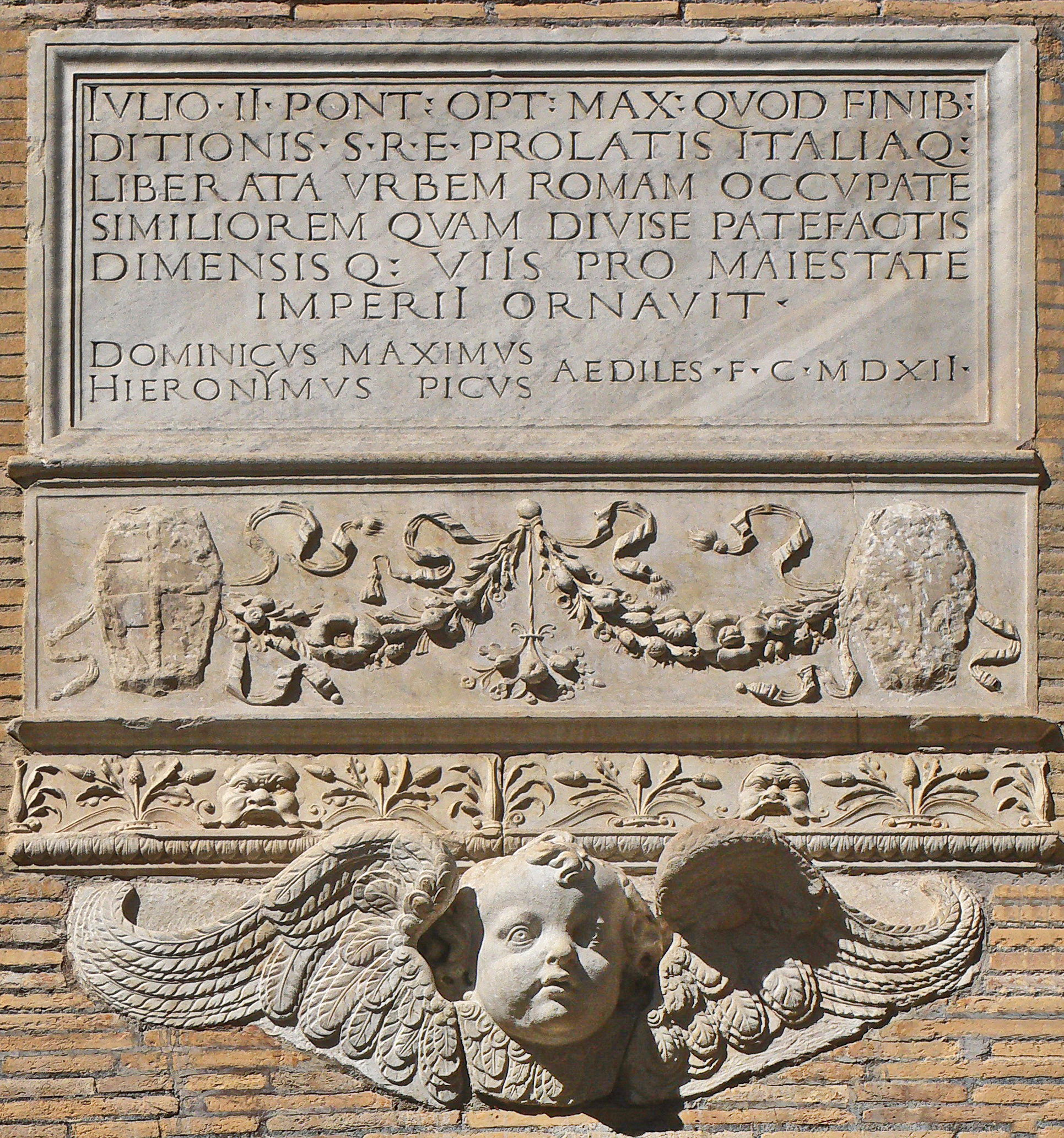
iscrizione di Giulio II, 1512

Oltre alla ricostruzione della Basilica di San Pietro, Giulio II fece realizzare molti progetti nell'ambito del rinnovamento urbano di Roma (la Renovatio Romae), compito iniziato quarant'anni prima da suo zio, papa Sisto IV, nei rioni di Ponte, Parione, Sant'Eustachio e Colonna. Una delle più importanti fu la creazione di due nuovi rettifili a destra e a sinistra del Tevere: Via Giulia, una nuova strada di rappresentanza che attraversava il quartiere più popoloso di Roma, dal Ponte Sisto al quartiere dei mercanti fiorentini sull'ansa del Tevere, e un rettilineo lungo la riva destra del Tevere dalla Porta Settimiana in Trastevere all'Ospedale di Santo Spirito in Borgo, la Via della Lungara. Entrambe le strade fiancheggiavano il Tevere ed erano strettamente collegate ad esso. La Lungara quindi, che nelle intenzioni del papa doveva raggiungere Piazza di Santa Maria in Trastevere e il Porto di Ripa Grande, aveva il duplice scopo di redistribuire il flusso dei pellegrini verso San Pietro e di permettere il trasporto delle merci provenienti dalla Via Aurelia e dalla Via Portuense verso il centro della città.
L'idea principale dietro questi interventi era quella di sovrapporre una rete stradale regolare con il baricentro dato dal fiume all'insieme disordinato di edifici che era la Roma medievale; insieme alla nuova Via Alessandrina, appena inaugurata nel Borgo da Alessandro VI, e alla Via dei Pettinari che collegava il Trastevere da un lato e il Campidoglio dall'altro, la Lungara e Via Giulia, che secondo il progetto originario avrebbe dovuto raggiungere anche l'Ospedale di Santo Spirito in Borgo grazie al ricostruito Pons Neronianus, venivano a creare una struttura quadrangolare regolare nel labirinto di vicoli della città. Grazie a questi interventi, il centro della città si sarebbe spostato in direzione del Vaticano e di Trastevere, a scapito del Palazzo Senatorio sul Campidoglio, simbolo del potere della nobiltà romana. Questo progetto doveva dunque frenare il potere papale dalla dipendenza delle potenti famiglie nobiliari della città, soprattutto gli Orsini e i Colonna.. Oltre a ciò, questi progetti avevano un obiettivo celebrativo, rafforzando la fama del Pontefice come unificatore dell'Italia e rinnovatore di Roma; infatti nel 1506, dopo la fine della peste, il papa sconfisse rapidamente le potenti famiglie dei Baglioni e dei Bentivoglio, conquistando Perugia e Bologna. Un'iscrizione lungo la Via dei Banchi Nuovi testimonia questa intenzione.
Oltre a possedere una funzione di comunicazione e di rappresentanza, la strada avrebbe dovuto ospitare il nuovo centro amministrativo laico della città. Un disegno del Bramante scoperto agli Uffizi da Luitpold Frommel mostra un nuovo grande complesso amministrativo, il Palazzo dei Tribunali, che si affaccia su una piazza di rappresentanza (il Foro Iulio) aperta sulla nuova strada. Questo foro venne progettato tra il Palazzo stesso e la vecchia Cancelleria (oggi Palazzo Sforza-Cesarini). Questo nuovo centro non era lontano dalla Camera Apostolica (la tesoreria del papa) nel Palazzo della Cancelleria e dal nuovo palazzo della Zecca, eretto dal Bramante ai margini di via dei Banchi Nuovi (strada detta anche Canale di Ponte, ampliata dal papa). Lungo questa strada si trovavano le abitazioni e gli uffici di commercianti e grandi banchieri italiani ed europei, come gli Altoviti, i Ghinucci, gli Acciaiuoli, i Chigi e i Fugger. Furono infatti ricercati e promossi legami economici più stretti con i banchieri toscani, in particolare con Agostino Chigi.
Intorno al 1508, Donato Bramante, il capomastro costruttore della nuova Basilica di San Pietro, incaricato dal papa, iniziò gli espropri e le relative demolizioni (il suo soprannome a Roma era Mastro ruinante, dopo le demolizioni da lui effettuate nel cantiere di San Pietro) per creare la nuova strada nel quartiere più densamente popolato e densamente costruito del Campo Marzio.
Giorgio Vasari scrive:
Tuttavia, già nel 1511, con l'accordo (la cosiddetta Pax Romana) tra le famiglie Orsini e Colonna, nemiche da secoli, l'intero progetto di via Giulia si arrestò e la costruzione del Palazzo dei Tribunali fu interrotta definitivamente. A parte qualche resto isolato tra Via del Gonfalone e Vicolo del Cefalo, del palazzo non è rimasto nulla.

### Via Giulia nel XVI e XVII secolo

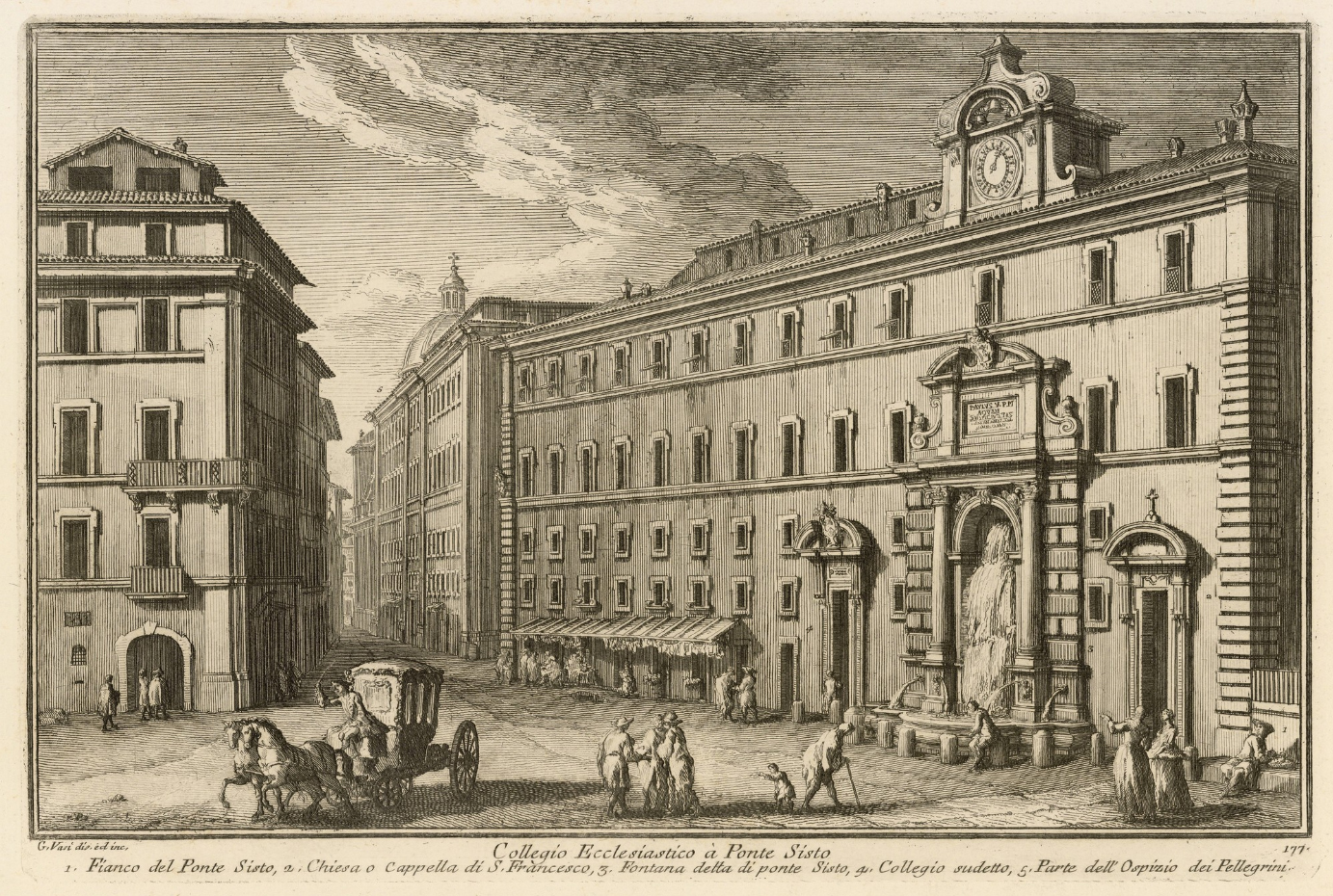
Fontana di Ponte Sisto con l'"Ospizio dei Mendicanti" in una incisione di Giuseppe Vasi. (1759)

Dopo la morte di Giulio II nel 1513, il suo successore, papa Leone X della Casa dei Medici, proseguì i lavori. Soprattutto nella parte settentrionale della strada tra i ruderi incompiuti del Palazzo dei Tribunali e il quartiere delle banche, si svolsero ulteriori attività edilizie, sostenendo così la comunità dei mercanti fiorentini. In questa zona, importanti artisti, come Raffaello e Antonio da Sangallo il Giovane, acquistarono appezzamenti di terreno o costruirono imponenti palazzi. Dalla chiesa di San Biagio, in direzione sud, la zona cambiava radicalmente: la parte centrale di via Giulia intorno al Monte dei Planca Incoronati era in stato di degrado con edifici poveri, osterie, bordelli e piazze disdicevoli, come piazza padella, demolita alla fine degli anni Trenta del Novecento, luogo di duelli e accoltellamenti fino alla fine dell'Ottocento. La zona compresa tra via del Gonfalone, via delle Carceri, via di Monserrato e il Tevere era uno dei quartieri più malfamati della Roma sin dal medioevo; un manoscritto del 1556 riporta che il quartiere intorno alla chiesa di San Niccolò degli Incoronati, poi demolita, ospitava  "....150 case di gente molto semplice, puttane e persone dubbie...".
Il quartiere intorno alla chiesa di Santa Aurea, oggi Spirito Santo dei Napoletani, nel Medioevo si chiamava Castrum Senense, perché era abitato principalmente da senesi. Per questa zona terminale di via Giulia venne elaborato un piano di sviluppo architettonico ben definito, il cui punto di partenza fu la costruzione di palazzo Farnese. Dalla metà del XVI secolo in poi, l'"Ospizio dei Mendicanti", costruito nel 1586 dall'architetto Domenico Fontana per ordine di papa Sisto V, segnò l'estremità meridionale di Via Giulia. L'edificio, concepito per risolvere il problema dell'accattonaggio in città, con una dotazione annuale di 150.000 scudi poteva dare lavoro a 2.000 uomini e donne.
All'inizio del XVI secolo era diventato di moda per le varie nazioni europee e le città-stato italiane far costruire le proprie chiese a Roma, le cosiddette "chiese nazionali". I rioni di Regola e Ponte, lungo le strade processionali e percorse dai pellegrini, erano gli indirizzi preferiti a questo scopo. I fiorentini (con San Giovanni), i senesi (con Santa Caterina) e i napoletani (con Santo Spirito), fecero costruire le loro chiese nazionali in via Giulia, mentre le chiese dei Bolognesi (San Giovanni e Petronio), degli spagnoli (Santa Maria in Monserrato), degli inglesi (San Tommaso di Canterbury) e degli svedesi (Santa Brigida) si trovavano nelle vicinanze, essendo tutte nel rione della Regola..
Per rifornire il quartiere di sufficiente acqua potabile, papa Paolo V fece portare l'Acqua Paola oltre Tevere attraverso ponte Sisto, e nel 1613 sulla facciata dell'ospizio dei mendicanti e in asse con via Giulia fu costruita una fontana, il Fontanone di Ponte Sisto. Questa fontana fu demolita nel 1879 e ricostruita nel 1898 sul lato opposto di Ponte Sisto, in quella che oggi è Piazza Trilussa (Fig.).

Via Giulia; Particolare da Almae urbis Romae prospectus di Antonio Tempesta (1645)

Alla fine del XVI secolo il tracciato di via Giulia era sostanzialmente definito. Le due estremità della strada erano il quartiere dei fiorentini a nord e l'Ospizio dei Mendicanti a sud. Più che un'arteria commerciale, la via era una passeggiata molto frequentata e un luogo di festeggiamenti, processioni (come quella delle ammantate, ragazze senza marito che ricevevano annualmente la loro dote dall'università degli orefici di Sant'Eligio) e corse. Nel 1603 Tiberio Ceuli tenne a Palazzo Sacchetti un torneo. Nel 1617 il Cardinale Odoardo Farnese organizzò un torneo presso l'Oratorio della Compagnia della Morte, al quale invitò, tra gli altri, otto cardinali. Durante i mesi estivi la strada era talvolta allagata per il piacere del popolo e della nobiltà. Una delle celebrazioni più affascinanti fu organizzata dai Farnese nel 1638 in occasione della nascita del Delfino di Francia, il futuro re Luigi XIV. Via Giulia ospitò corse di bufali, sfilate di carri carnascialeschi; si ricorda inoltre l'organizzazione di un palio di gobbi ignudi durante il carnevale del 1663. Durante il carnevale, via Giulia fu teatro anche di diverse feste organizzate appositamente dai fiorentini.
Il 20 agosto 1662, Via Giulia fu il teatro di un episodio che ebbe conseguenze importanti: una rissa nei pressi di ponte Sisto fra soldati pontifici della guardia corsa papale e soldati francesi al seguito dell'ambasciatore di Luigi XIV Carlo III di Créquy ebbe come conseguenza il ritiro dell'ambasciatore da Roma e l'invasione francese di Avignone. Per evitare conseguenze peggiori, il papa fu costretto a umiliarsi, sciogliendo la guardia corsa ed erigendo una piramide d'infamia.
Nel periodo barocco, altri importanti progetti edilizi contribuirono a formare il successivo aspetto della strada: il completamento della chiesa di San Giovanni dei Fiorentini, la costruzione delle Carceri Nuove, la nuova edificazione di Palazzo Falconieri e la costruzione delle chiese di Sant'Anna dei Bresciani e Santa Maria del Suffragio. Nonostante queste opere, il carattere della strada cambiò poco. Nel generale sviluppo urbano di Roma via Giulia venne piuttosto lasciata ai margini.

### Lo sviluppo nel XVIII e XIX secolo
Anche nel XVIII secolo la Via Giulia rimase principalmente un luogo deputato alle feste: nel 1720 i senesi tennero una splendida festa per celebrare l'elevazione del loro connazionale Marc'Antonio Zondadari a Gran Maestro dell'Ordine di Malta: in quell'occasione una macchina di fuochi d'artificio venne incendiata vicino al Fontanone di Ponte Sisto; due archi trionfali vennero innalzati sopra la strada, uno a Santo Spirito e l'altro vicino Palazzo Farnese; la Fontana del Mascherone versò per il popolo vino al posto dell'acqua.
Sotto papa Clemente XI i mendicanti ospitati nell'ospizio omonimo furono trasferiti nel nuovo ospizio di San Michele a Ripa. L'edificio su via Giulia venne allora in parte occupato da ragazze povere non maritate ("zitelle" in romanesco), e in parte da una congregazione formata da 100 preti e 20 chierici i quali dovevano pregare per le anime dei sacerdoti defunti. A causa di ciò l'edificio si chiamò da allora in poi "Ospizio dei cento preti".
Nel XIX secolo furono realizzati o restaurati solo pochi nuovi edifici: tra questi il carcere giovanile (Palazzo del Gonfalone) (1825-27), la ristrutturazione dell'Ospizio Armeno accanto alla chiesa di San Biagio della Pagnotta (1830), la nuova facciata dello Spirito Santo dei Napoletani (1853) e soprattutto il Collegio Spagnolo (1853). Tuttavia, questo non fermò il declino generale della strada iniziato alla metà del XVIII secolo. La nobiltà abbandonò i palazzi della via per trasferirsi nel nuovo centro della vita urbana, il Campo Marzio, e la strada al loro posto ospitò una popolazione artigiana, assumendo un aspetto solitario e solenne.

### Via Giulia dal 1870
Dopo che nel 1870 Roma divenne la capitale del Regno d'Italia, nel 1873 fu iniziata la regolamentazione delle rive del Tevere con la costruzione dei lungotevere, che dal 1888 furono eretti lungo la strada, causando fra l'altro la distruzione della chiesa di Sant'Anna dei Bresciani. Oltre a ciò, il Lungotevere tagliò completamente via Giulia dal Tevere. Le facciate che si affacciavano sul fiume con logge e giardini, come nei Palazzi Medici-Clarelli, Sacchetti, Varese e Falconieri, persero il loro scopo. Significative demolizioni di edifici durante il periodo fascista hanno lasciato un ampio vuoto tra via della Barchetta e il vicolo delle Prigioni, che a tutt'oggi è stato solo parzialmente colmato dal nuovo edificio del Liceo Classico Virgilio.
Oggi la strada è uscita dalla sua lunga fase di decadenza ed è di nuovo uno delle strade più prestigiose della città. In occasione del 500º anniversario della strada, nel 2008 si sono svolte numerose manifestazioni; alcune chiese e palazzi sono stati restaurati e aperti ai visitatori.

## Passeggiata per Via Giulia
Via Giulia si estende in direzione nord-nordovest per circa un chilometro, da Piazza San Vincenzo Pallotti sul Ponte Sisto a Piazza dell'Oro di fronte alla chiesa di San Giovanni dei Fiorentini. Dalla metà del XVI secolo in poi, l'"Ospizio dei Mendicanti", costruito nel 1586 da Domenico Fontana per ordine di Sisto V, segnava l'estremità meridionale della via. Nel 1613, sotto Paolo V, una fontana che portava al rione Regola I'Acqua Paola, venne costruita addossata alla sua facciata (vedi incisione di Giuseppe Vasi sopra). Questa fontana fu demolita insieme all'ospizio nel 1879 e ricostruita nel 1898 sul lato opposto di Ponte Sisto sull'attuale Piazza Trilussa (Fig.).

### 1 Palazzetto Pateras Pescara (Via Giulia 251)

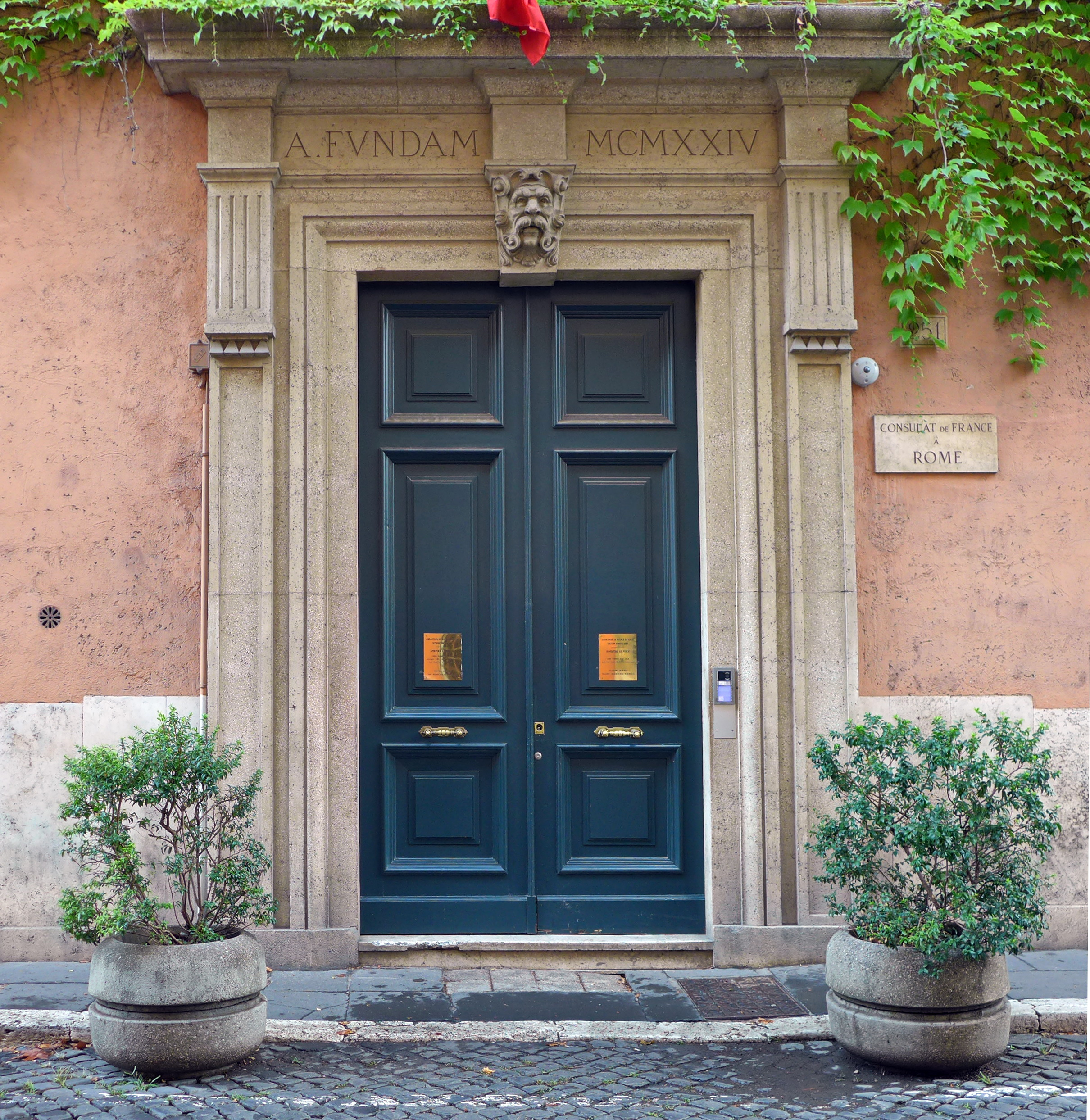
1 Palazzetto Pateras Pescara

Quest'ultimo edificio di via Giulia verso sud fu costruito nel 1924 da Marcello Piacentini per conto dell'Avvocato Pateras. Oggi ospita il Consolato della Repubblica Francese a Roma.

### 2 Fontana del Mascherone

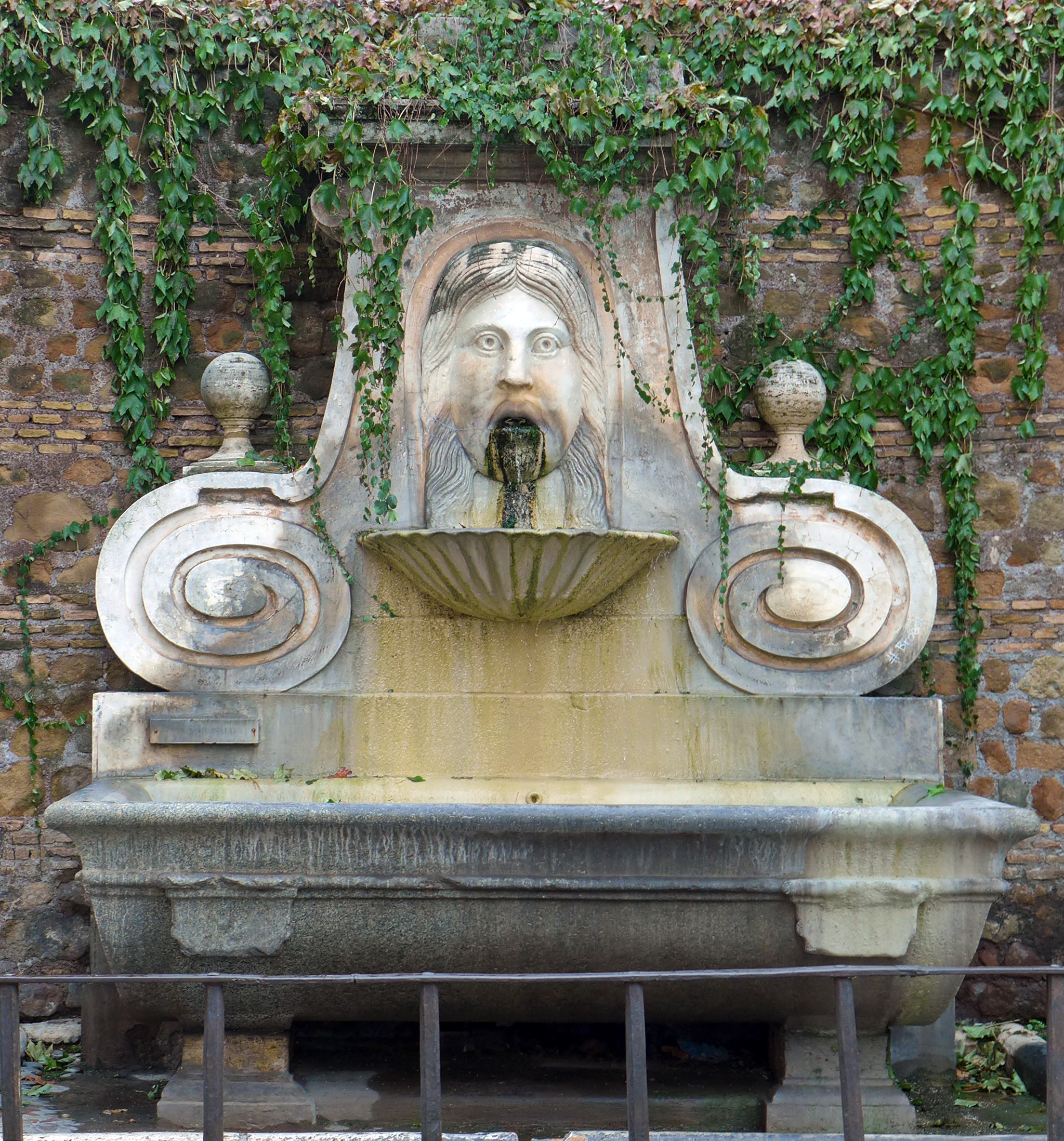
2 Fontana del Mascherone

La fontana, posta diagonalmente rispetto a Palazzo Farnese, fu costruita intorno al 1626, a spese della famiglia Farnese, su progetto di Carlo Rainaldi. Fin dal 1570 una fontana pubblica, alimentata dall'acquedotto dell'Aqua Virgo, era stata prevista in Via Giulia. Tuttavia, l'installazione fu possibile solo dopo il prolungamento della condotta dell'Acqua Paola sul Ponte Sisto nel 1612 ad opera di Paolo V. La fontana è costituita da un antico mascherone di marmo su un fondo di volute anch'esse in marmo, coronato da un giglio di metallo, simbolo di casa Farnese. Essa fu posta contro il muro nel 1903, perdendo gran parte del suo fascino. Nella casa di fronte (in angolo con via del Mascherone) morì nel 1830 il poeta Wilhelm Waiblinger (Fig.).

### 3 Palazzo Farnese (Via Giulia 186)

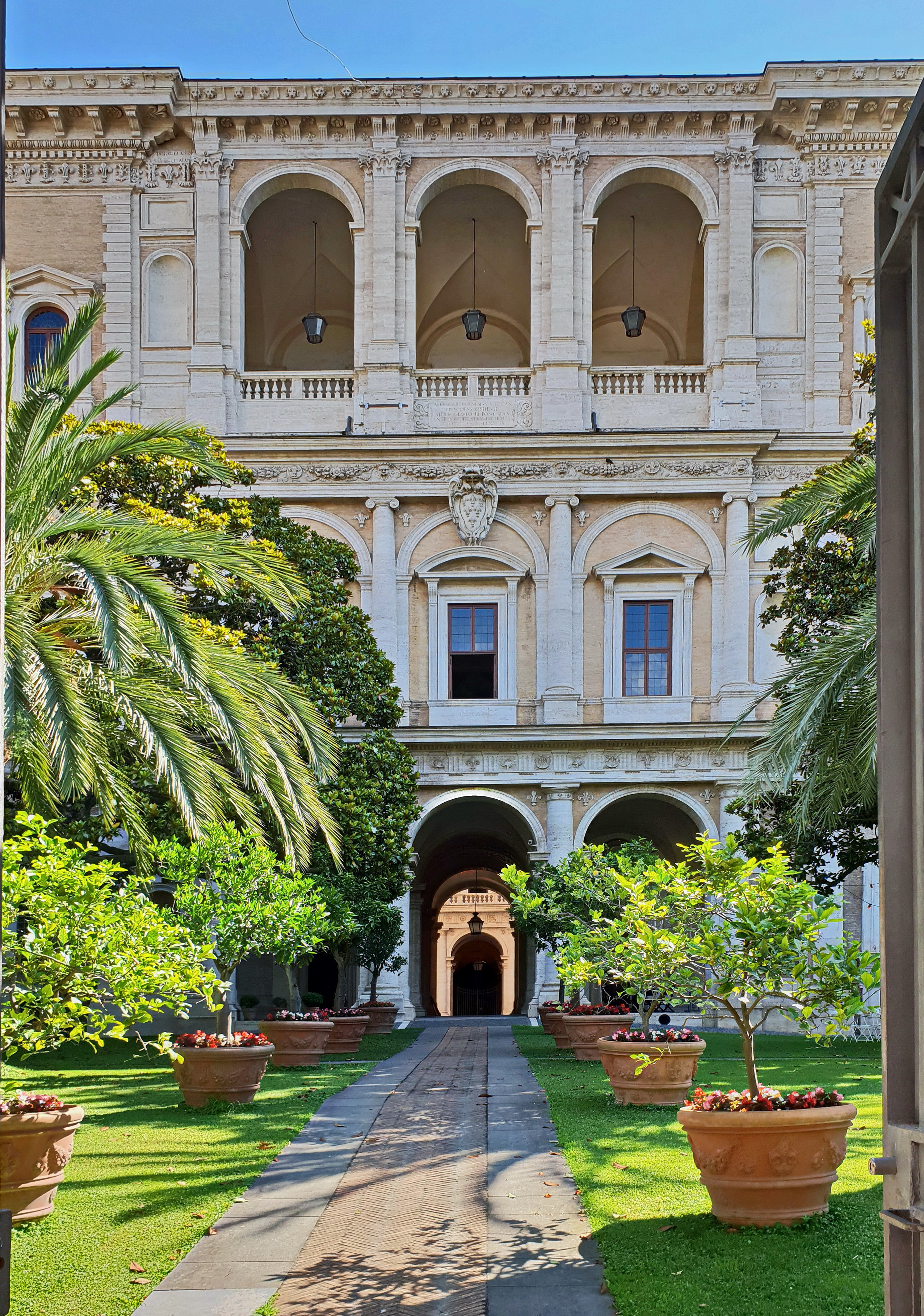
3 Palazzo Farnese

La facciata verso il giardino di questo palazzo, uno dei più importanti di Roma, è orientata verso via Giulia. Fu progettata a partire dal 1549 secondo i disegni del Vignola e completata da Giacomo della Porta nel 1589. Il giardino tra la facciata e via Giulia era un tempo adornato dal famoso Toro Farnese (ora nel Museo Archeologico Nazionale di Napoli) (Fig.). Il palazzo è ora sede dell'Ambasciata di Francia in Italia.

### 3a Camerini Farnesiani (Via Giulia 253-260)
(Fig.)
Dietro una fila di bassi edifici (i "Camerini Farnesiani") (Fig.), che oggi appartengono all'Ambasciata di Francia, si trovava un piccolo palazzo con giardino, il Palazzetto Farnese, costruito intorno al 1603 dal Cardinale Odoardo Farnese come suo eremo (ritiro religioso), e conosciuto anche come Eremo del Cardinale. Questo ritiro privato del Cardinale, decorato da affreschi di Giovanni Lanfranco, era accessibile direttamente da Palazzo Farnese attraverso una terrazza e un ponte su via Giulia, l'Arco Farnese. L'edificio e il giardino caddero vittima della regolazione del Tevere dopo il 1870.

### 4 Arco Farnese

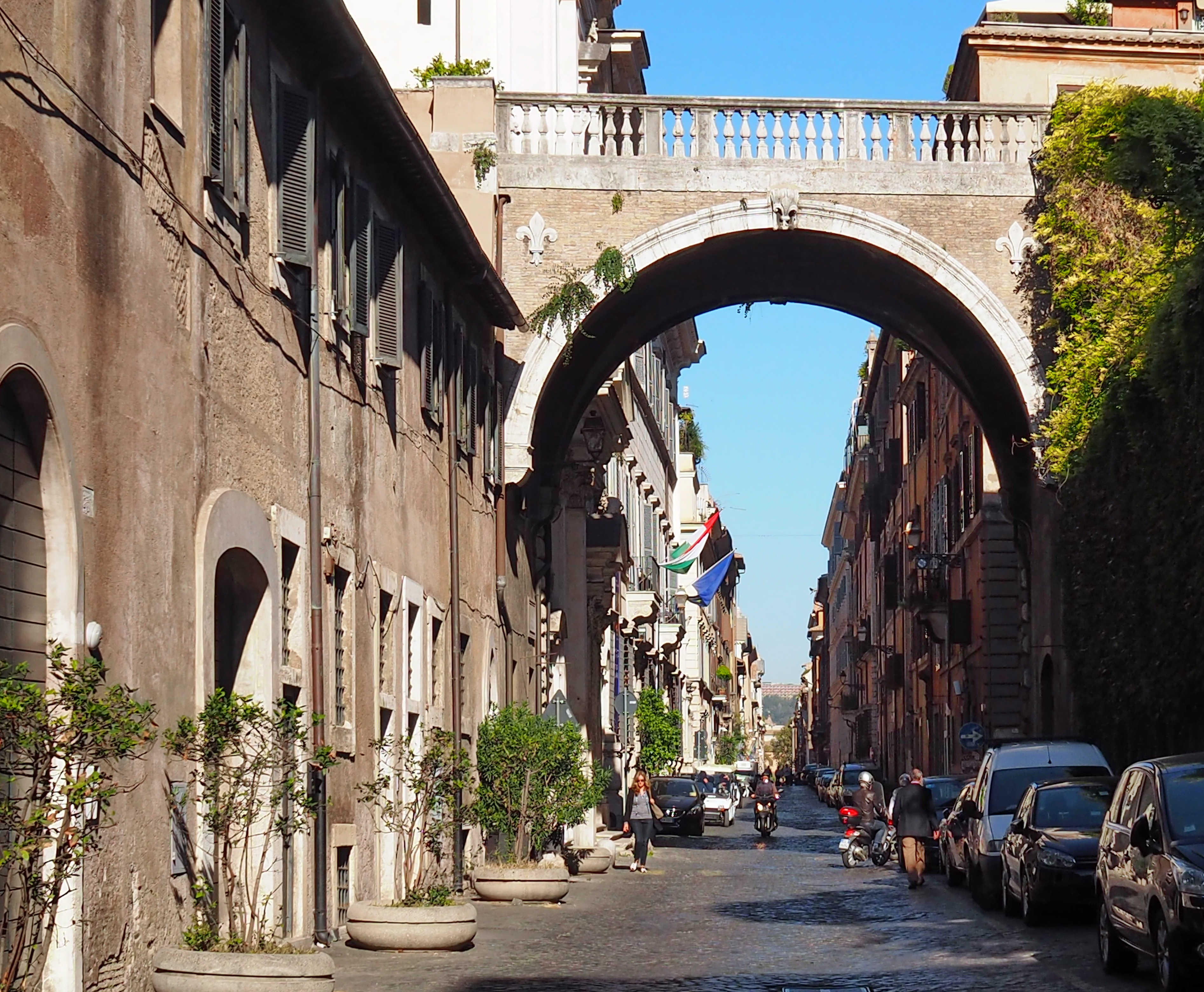
4 Arco Farnese

Il ponte che attraversa via Giulia e la terrazza collegata di Palazzo Farnese, eretto nel 1603, fu utilizzato anche come tribuna da cui, soprattutto durante il Carnevale, si potevano assistere a cortei festivi, giochi e corse di cavalli in via Giulia.

### 5 Santa Maria dell'Orazione e Morte
(Fig.) La chiesa, costruita nel 1575-76, si trova nelle immediate vicinanze di Palazzo Farnese e apparteneva alla Compagnia della Morte, fondata nel 1538. Questa confraternita aveva il compito di seppellire i morti recuperati dal fiume o trovati nella Campagna romana. L'edificio, essendo troppo piccolo, fu demolito nel 1733 e ricostruito da Ferdinando Fuga nel 1737. Il suo ampio cimitero sulle rive del Tevere fu demolito quasi completamente per la costruzione del lungotevere nel 1886.

### 6 Palazzo Falconieri (anche Palazzo Odescalchi Falconieri) (Via Giulia 1)

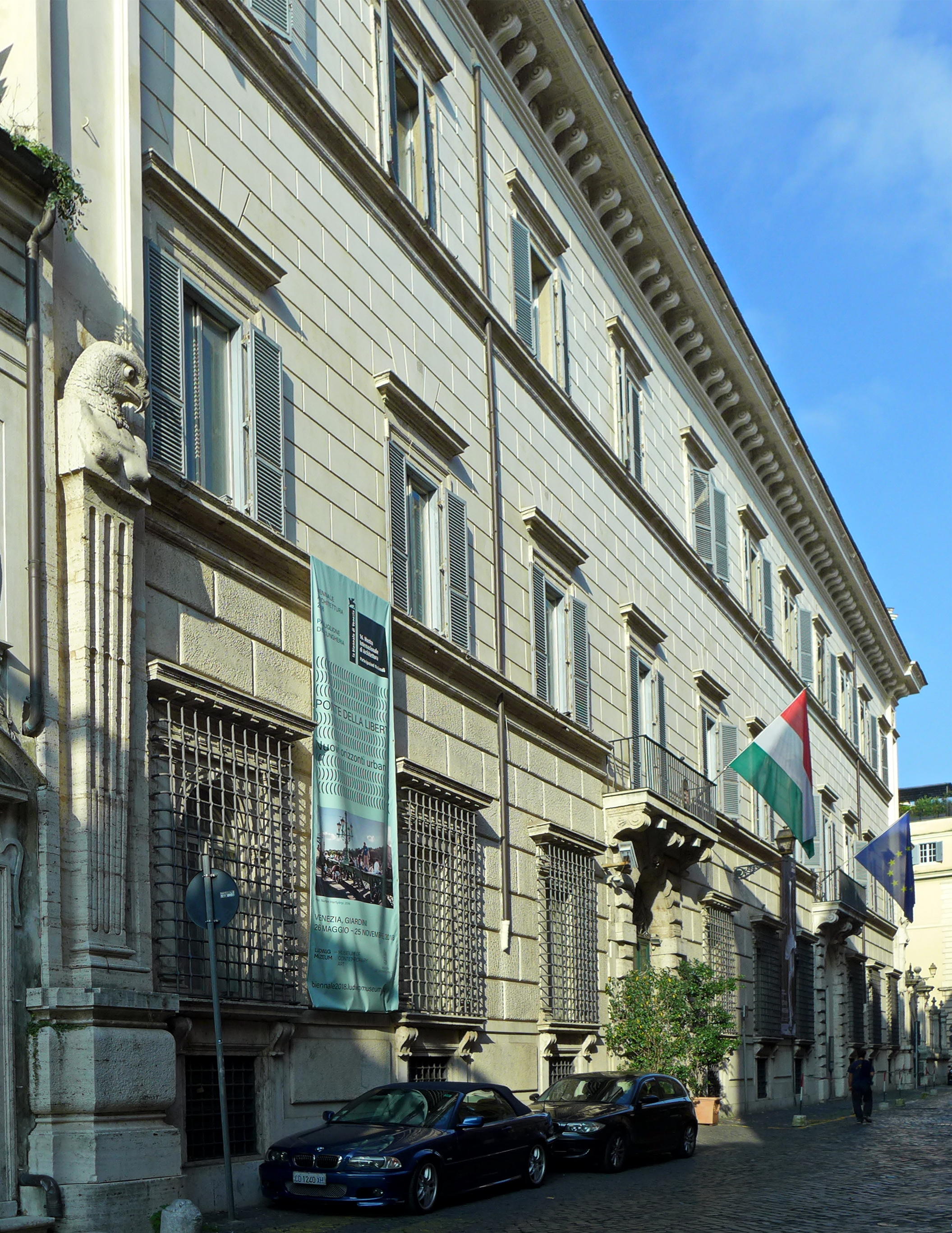
6 Palazzo Falconieri

L'edificio originario, che confina direttamente con la chiesa di Santa Maria dell'Orazione e Morte, fu costruito nel XVI secolo per la nobile famiglia romana dei Ceci. Venduto dai Ceci nel 1574 alla famiglia Odescalchi e da quest'ultima nel 1606 alla famiglia Farnese, passò al nobile fiorentino Orazio Falconieri nel 1638 per 16.000 scudi. Nel 1646/1649 commissionò all'architetto Francesco Borromini l'ampliamento del palazzo. I lati della facciata su via Giulia sono decorati da due pilastri a forma di grandi erme con petti femminili e teste di falco. La facciata sul lato del Tevere presenta una loggia a tre archi. risalente al 1646. Dal 1814 vi abitò il cardinale Joseph Fesch, zio di Napoleone Bonaparte; questi dal 1815 al 1818 ospitò nel palazzo la sorellastra Letizia Ramolino, madre dell'imperatore.  Nel 1927 il Regno d'Italia cedette il palazzo al Stato Ungherese, che ne fece la sede dell'Accademia d'Ungheria. Oggi il palazzo è sede, oltre che dell'Accademia, del Pontificium Institutum Ecclesiasticum Hungaricum in Urbe.

### 7 Palazzo Baldoca-Muccioli (Via Giulia 167)
(Fig.)
La storia di questo palazzo è strettamente legata a quella del vicino Palazzo Cisterna. Entrambe le proprietà furono acquistate dallo scultore Guglielmo della Porta. Lo scultore intorno al 1546 iniziò a lavorare al servizio di papa Paolo III, e alla morte di Sebastiano del Piombo venne nominatore custode del piombo (cioè guardasigilli), una carica molto lucrativa. Anche l'edificio fu probabilmente costruito da lui. Lo scultore cedette l'edificio alla famiglia Baldoca e poi ai Muccioli. All'inizio del XX secolo il palazzo era la residenza dell'ambasciatore inglese a Roma, Lord Rennel of Rodd, che lo acquistò e lo fece restaurare nel 1928.

### 8 Palazzo Cisterna (Via Giulia 163)
(Fig.)
Il Palazzo Cisterna fu costruito da Guglielmo della Porta e servì come sua residenza. Sopra l'architrave delle finestre del primo piano si legge l'iscrizione FRANCISCVS TANCREDA ET GVILELMVS D(ella) P(orta) ME(ediolanensis) - S(culptor) CI(vis) RO(manus) (Fig.). Da una lettera ad un amico, sembra che il palazzo sia stato completato nel 1575. All'inizio del 1600 i missionari spagnoli acquistarono il palazzo, che vendettero alla famiglia Cisterna all'inizio del XX secolo. Nella seconda metà del XX secolo fu venduto alla famiglia Ducci.

### 9 Santa Caterina da Siena in Via Giulia

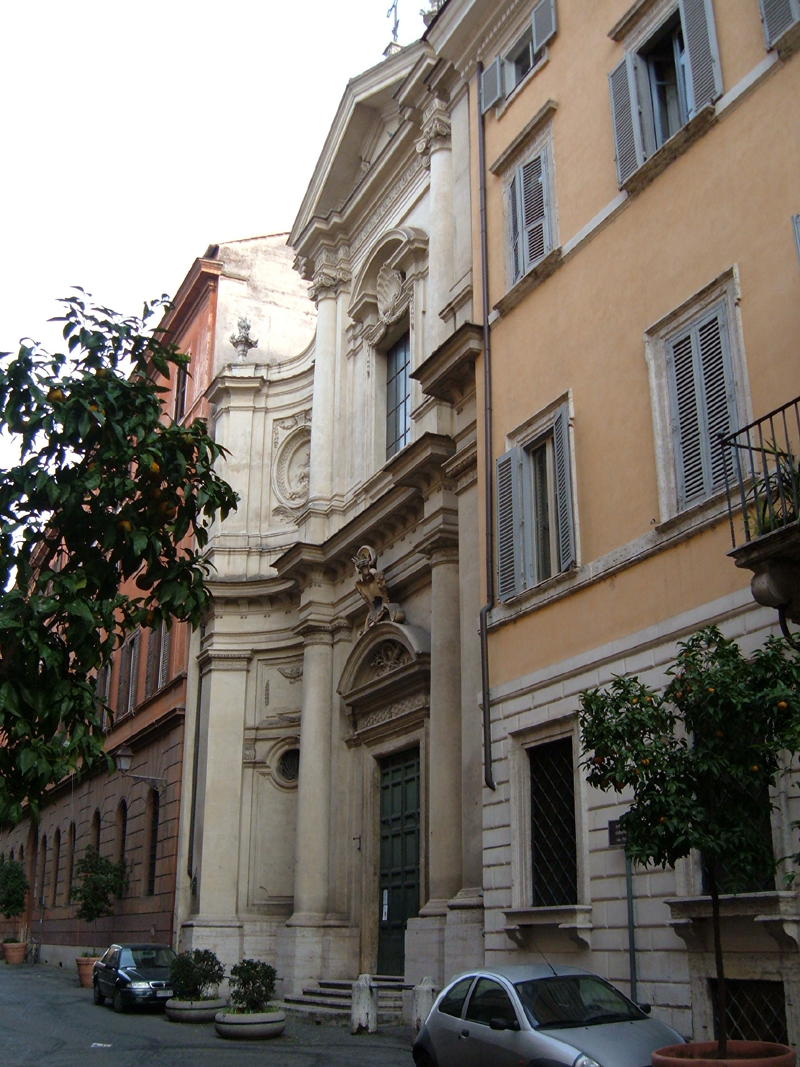
9 Santa Caterina da Siena

La storia di questa chiesa è strettamente legata alla storia della confraternita dei Senesi. Una comunità di mercanti, banchieri e artigiani senesi viveva nel quartiere della futura via Giulia, dove all'epoca sorgeva il cosiddetto castrum Senense, fin dal XIV secolo. Nel 1519 la Confraternita fu canonicamente eretta da Leone X. Nel 1526 essa commissionò a Baldassarre Peruzzi la costruzione della chiesa in onore dei loro santi, un oratorio e una casa per i chierici.
Il finanziamento fu fornito dalla nobiltà senese a Roma, soprattutto dal cardinale Giovanni Piccolomini e dal banchiere Agostino Chigi. Essendo in condizioni fatiscenti, fu ricostruito tra il 1766 e il 1768 su progetto di Paolo Posi, mentre la decorazione dell'interno fu completata nel 1775. L'Arciconfraternita dei senesi possiede ancora oggi l'edificio. In occasione del 500º anniversario della via nel 2008 la pala d'altare di Girolamo Genga è stata restaurata.

### 10 Palazzo Varese (Via Giulia 14-21)
(Fig.) Il palazzo di fronte alla Chiesa dei Senesi fu costruito tra il 1617 e il 1618 da Carlo Maderno per conto di monsignor Diomede Varese. Nel 1788 monsignor Giuseppe degli Atti Varese, in occasione dell'estinzione della sua famiglia, donò l'edificio alla Congregazione per la Dottrina della Fede. Dopo varie modifiche il palazzo è infine entrato in possesso dei Mancini..
La facciata è ripartita in due piani superiori e un mezzanino. Al piano terra si apre il portale principale, sopra di esso un balcone su mensoloni, fiancheggiato da tre finestre ciascuna. Attraverso il portale si entra nel cortile con tre ordini di arcate (Fig.). Il cortile era originariamente aperto su un giardino sul fiume.

### 11 Sant'Eligio degli Orefici (Via di Sant'Eligio 9)

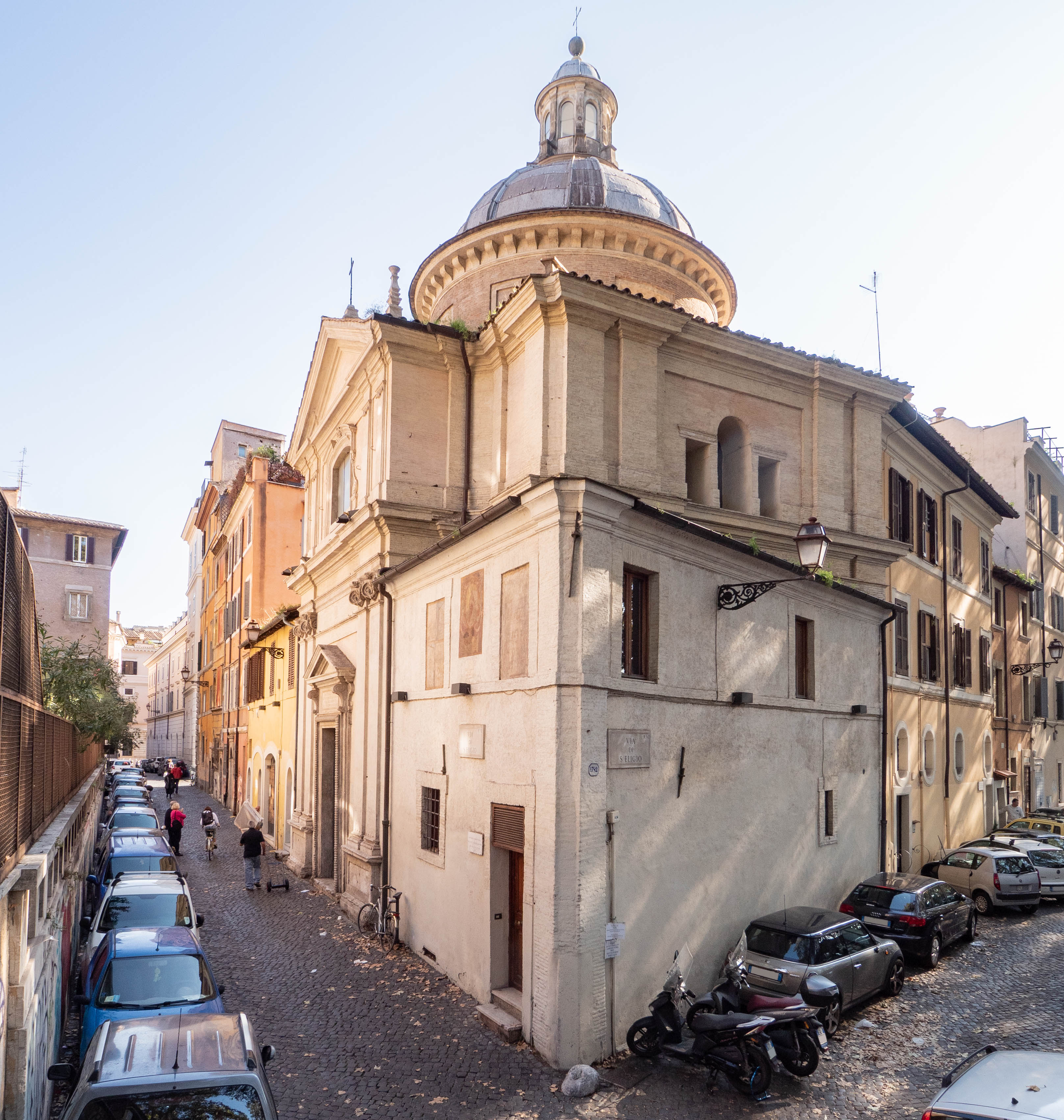
11 Sant'Eligio

La chiesetta, poco distante da via Giulia, è la chiesa della corporazione degli orefici e argentieri romani. È considerata uno degli edifici di Raffaello, anche se è possibile che dopo la morte dell'artista sia stata terminata da Baldassarre Peruzzi.

### 12 Palazzo del Collegio Spagnolo (Via Giulia 151)

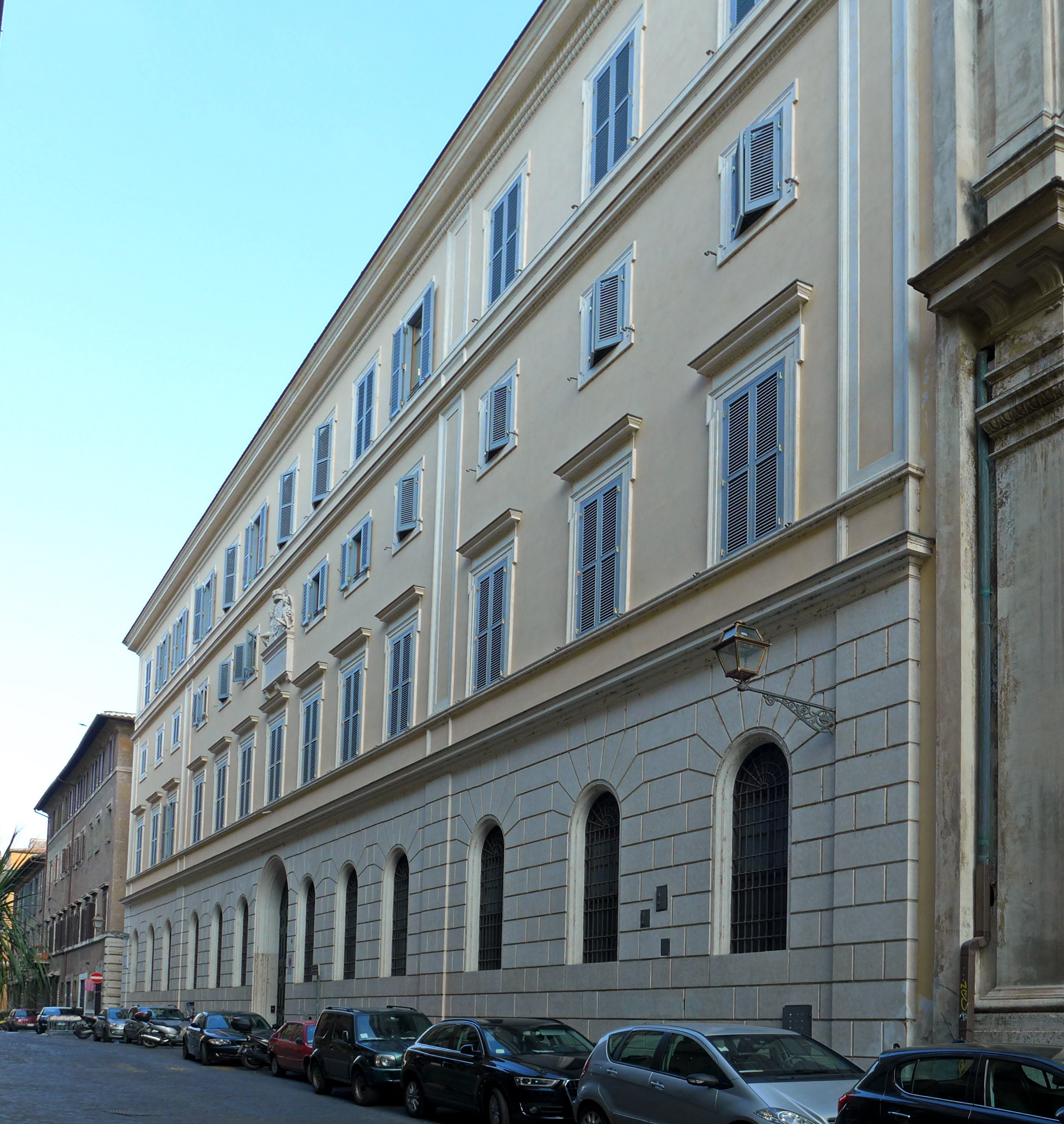
12 Collegio Spagnolo

Il Palacio de Monserrat di Antonio Sarti e Pietro Camporese fu costruito nel 1862 per volontà della Regina di Spagna Isabella II ed è oggi il Centro Superiore Spagnolo di Studi Ecclesiastici. L'Istituto è annesso alla Chiesa Nazionale Spagnola di Santa Maria di Monserrato, in via di Monserrato, alle sue spalle. Con il completamento di questo complesso edilizio nel XIX secolo, l'attività edilizia in via Giulia si arrestò.

### 13 Liceo Statale Virgilio (Via Giulia n. 35 ss.)
Uno dei più importanti complessi scolastici statali di Roma è stato costruito tra il 1936 e il 1939 da Marcello Piacentini. Il complesso edilizio tra via Giulia e il Lungotevere dei Tebaldi comprende la facciata del Collegio Ghislieri (Fig.), progettata da Carlo Maderno (XVI secolo), e la chiesa dello Spirito Santo dei Napoletani.

### 14 Palazzo Ricci (Via Giulia 146)
(Fig.) L'edificio attuale era in origine un insieme di edifici non collegati tra loro, costruiti in tempi diversi, di fronte al Collegio Ghislieri. Il complesso edilizio fu accorpato nel 1634 e nel 1683. La facciata principale, che si affaccia su piazza de' Ricci, mostra resti fortemente sbiaditi di uno sgraffito di Polidoro da Caravaggio (XVI secolo). Sul lato rivolto verso via Giulia, una facciata continua ha dato al complesso l'attuale aspetto uniforme. (Fig.).

### 15 Spirito Santo dei Napoletani

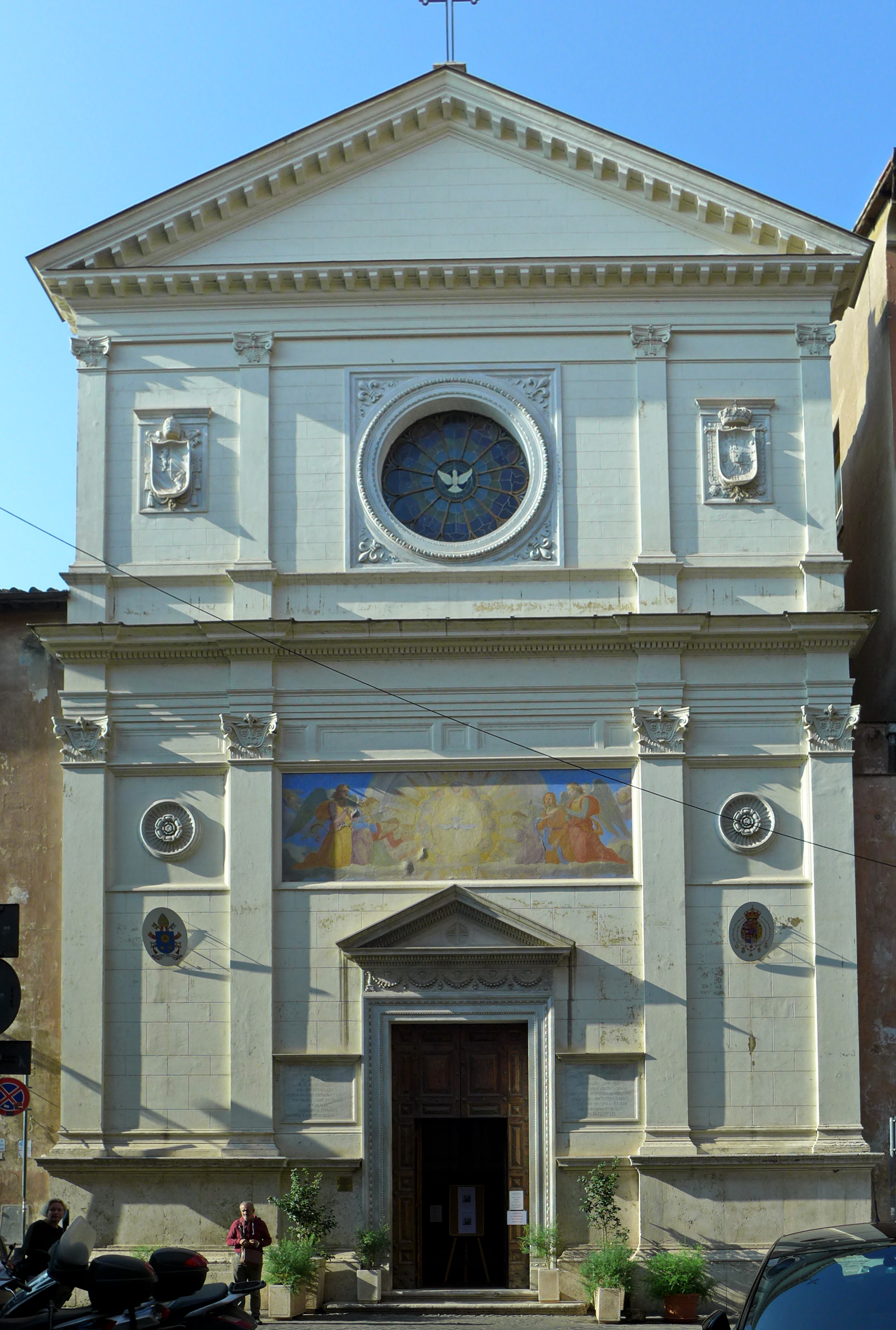
15 Spirito Santo dei Napoletani

Nel catalogo di Pio V questa chiesa è elencata sotto il nome di Santa Aura in strada Iulia. Essa era dedicata a Santa Aurea, la patrona di Ostia. Alla chiesa era annesso un convento di suore. Nel 1439 la chiesa fu restaurata a spese del cardinale Guillaume d'Estouteville. Nel 1572 il cardinale Inigo d'Avalos fondò nell'edificio fatiscente la Confraternita dello Spirito Santo dei Napoletani, che nel 1574 la acquistò dalle suore.
Tra il 1619 e il 1650 fu eretto un nuovo edificio, con un progetto di Ottavio Mascherino e una facciata di Cosimo Fanzago. Era dedicato allo Spirito Santo. Nei secoli successivi fu più volte ristrutturato, all'inizio del XVIII secolo da Carlo Fontana, mentre a metà dell'Ottocento la facciata venne rifatta su progetto di Antonio Cipolla (1853). Era la Chiesa Nazionale del Regno delle Due Sicilie. L'ultimo Re di Napoli Francesco II e sua moglie Maria Sofia Amalia, duchessa in Baviera, sono stati sepolti nella chiesa nel 1942. Dopo lunghi lavori di restauro, la chiesa è di nuovo aperta al pubblico dal 1986. (Fig.)

### 16 San Filippo Neri in Via Giulia
(Fig.) La chiesetta di fronte alle Carceri Nuove fu donata da un guantaio fiorentino, Rutilio Brandi, intorno al 1600, ed era originariamente dedicata a San Trofimo. Ad essa egli collegò una residenza per ragazze non sposate (zitelle) e un ospedale per sacerdoti malati. Dal momento che la residenza era intitolata a San Filippo Neri, dopo qualche tempo anche la chiesa cambiò la sua dedica in San Filippo.   Nel 1728 Filippo Raguzzini restaurò la chiesa per conto di papa Benedetto XIII. La chiesa scampò a malapena la distruzione per la costruzione di una grande strada che avrebbe dovuto unire Ponte Mazzini alla Chiesa Nuova, poi mai realizzata a causa della seconda guerra mondiale. Sconsacrato e abbandonato dopo la guerra, l'edificio è stato restaurato nel 2000 ma rimane profano.

### 17 Carceri Nuove (Via Giulia 52)

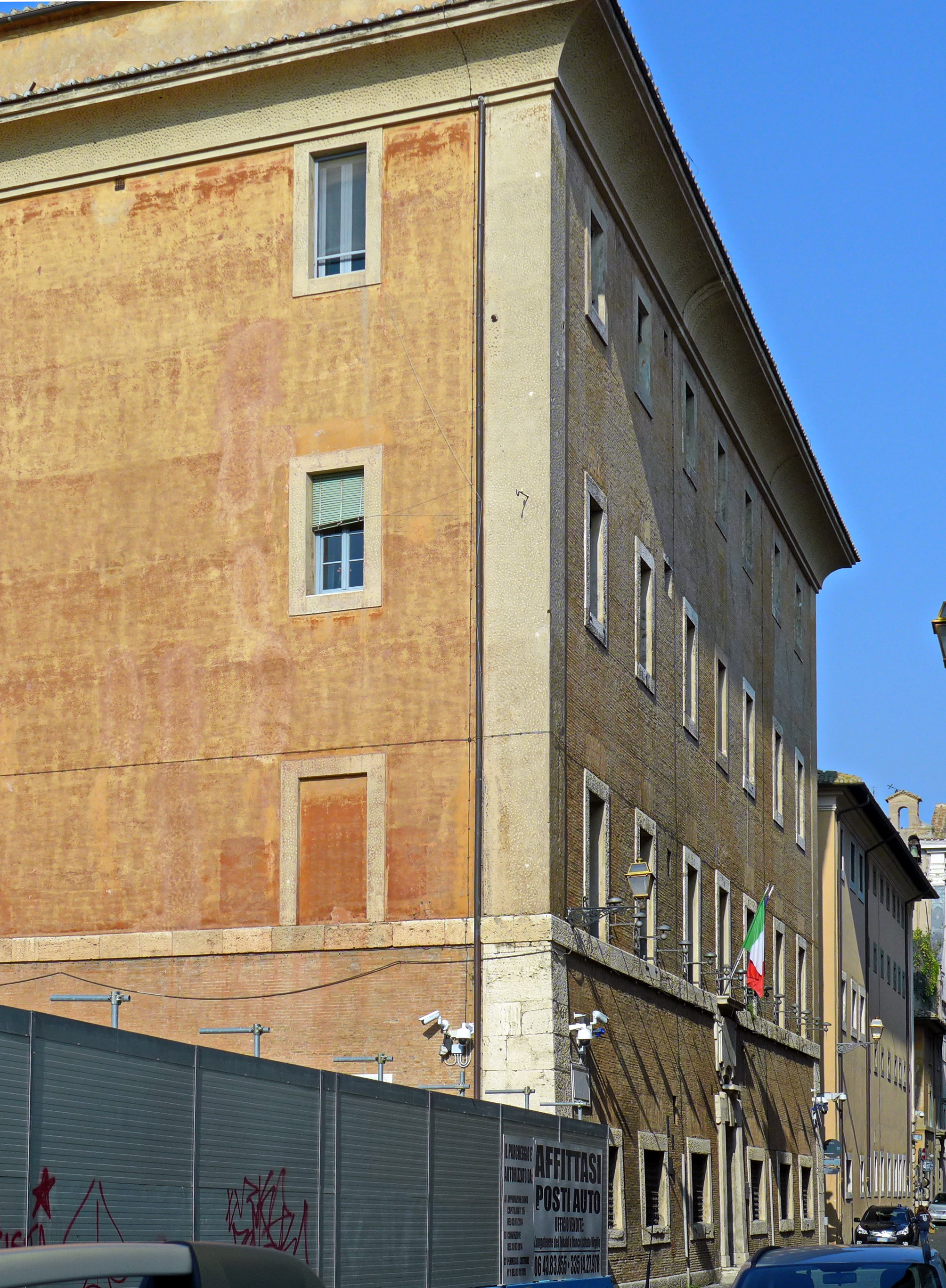
17 Carceri Nuove

Dal 1430 l'influente famiglia Savelli aveva il monopolio del funzionamento delle carceri della città, in particolare la famigerata Corte Savella in via di Monserrato 42. Il disumano sistema penale di Corte Savella spinse papa Innocenzo X a togliere ai Savelli il monopolio sul sistema penale romano. Come segno di una nuova Justitia Papalis, egli fece costruire in via Giulia il nuovo istituto penale, le Carceri Nuove, in sostituzione della Corte Savella, delle carceri di Tor di Nona e di quelle di Borgo. Questo nuovo carcere fu costruito tra il 1652 e il 1655 dall'architetto Antonio Del Grande. Le Carceri Nuove a quel tempo erano considerate un modello di sistema penitenziario umano. L'edificio e la sua destinazione d'uso hanno avuto un'influenza piuttosto negativa sull'immagine della magnifica strada, il che ha portato all'interruzione di ulteriori attività edilizie negli anni successivi, ma anche al mantenimento del carattere rinascimentale della strada. L'edificio servì come carcere fino all'apertura di Regina Coeli a Trastevere. nel 1883, più avanti fino al 1931 come carcere giovanile. Dal 1931 il palazzo ospitò la sede del Centro di Studi Penitenziari e una biblioteca specializzata. Oggi l'edificio ospita la Direzione Nazionale Antimafia e Antiterrorismo.

### 17a Palazzo del Gonfalone

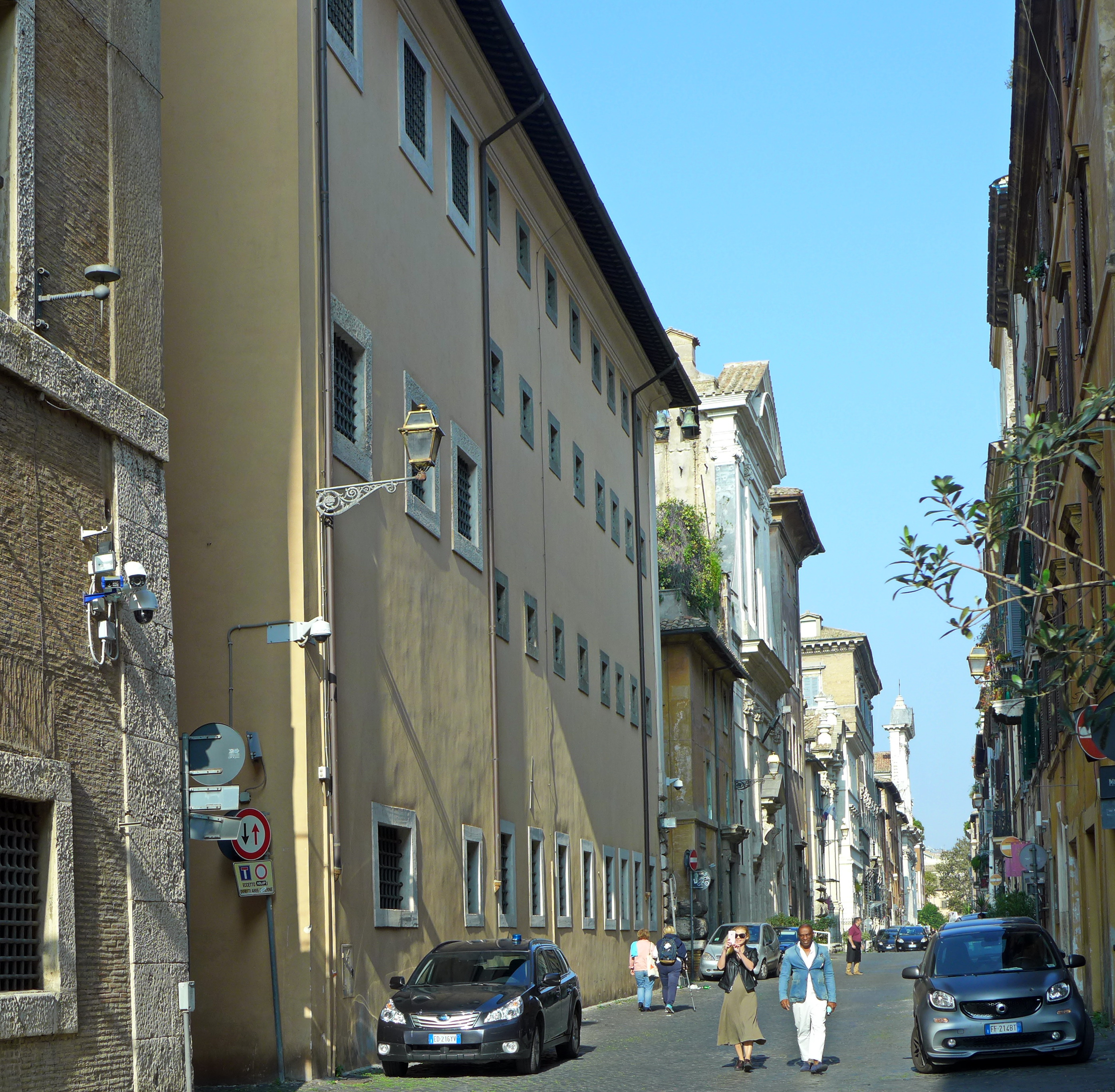
17a Palazzo del Gonfalone

L'austero e sobrio edificio, tra il Vicolo della Scimia e via del Gonfalone, non ha ingresso su via Giulia. Fu costruito tra il 1825 e il 1827 sotto papa Leone XII, secondo il progetto di Giuseppe Valadier, come carcere giovanile. Oggi l'edificio ospita il museo criminologico.

### 18 Santa Maria del Suffragio

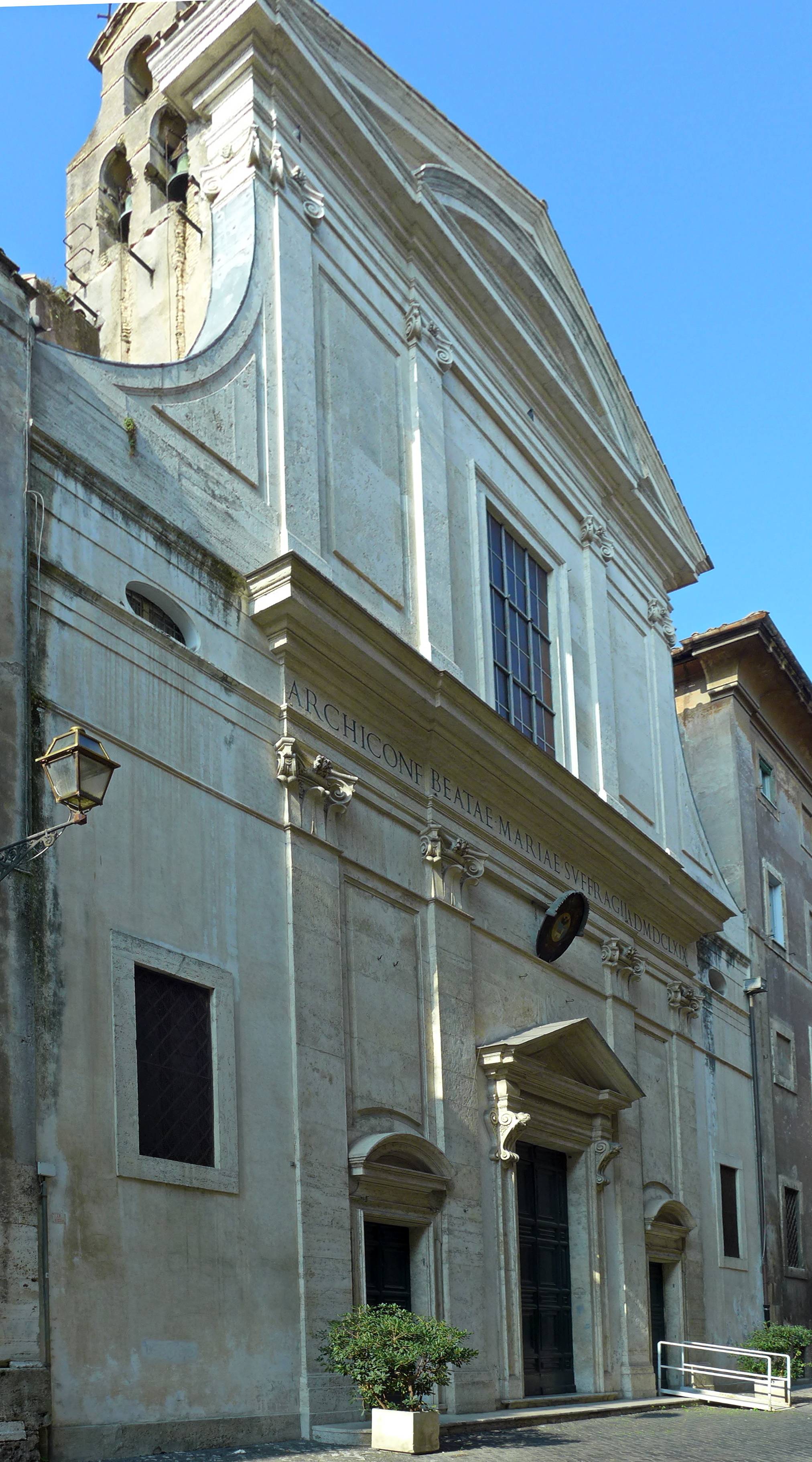
18 S.M. del Suffragio

Nel 1592 fu fondata la Confraternita del Suffragio accanto alla chiesa di San Biagio della Pagnotta con il pio scopo di implorare l'intercessione per le anime del purgatorio. La Confraternita ricevette l'approvazione di papa Clemente VIII nel 1594 e fu elevata al rango di Arciconfraternita da Paolo V nel 1620. Grazie a diverse donazioni, nel 1662 l'erezione della chiesa iniziò con un progetto dell'architetto Carlo Rainaldi. L'edificio fu consacrato nel 1669, e la facciata fu terminata nel 1680. L'interno della chiesa fu ristrutturato nel 1869; gli affreschi all'interno della chiesa sono - tra gli altri - di Cesare Mariani (Incoronazione della Vergine) e Giuseppe Bartolomeo Chiari (Natività di Maria e Adorazione dei Magi).

### 19 Palazzo dei Tribunali

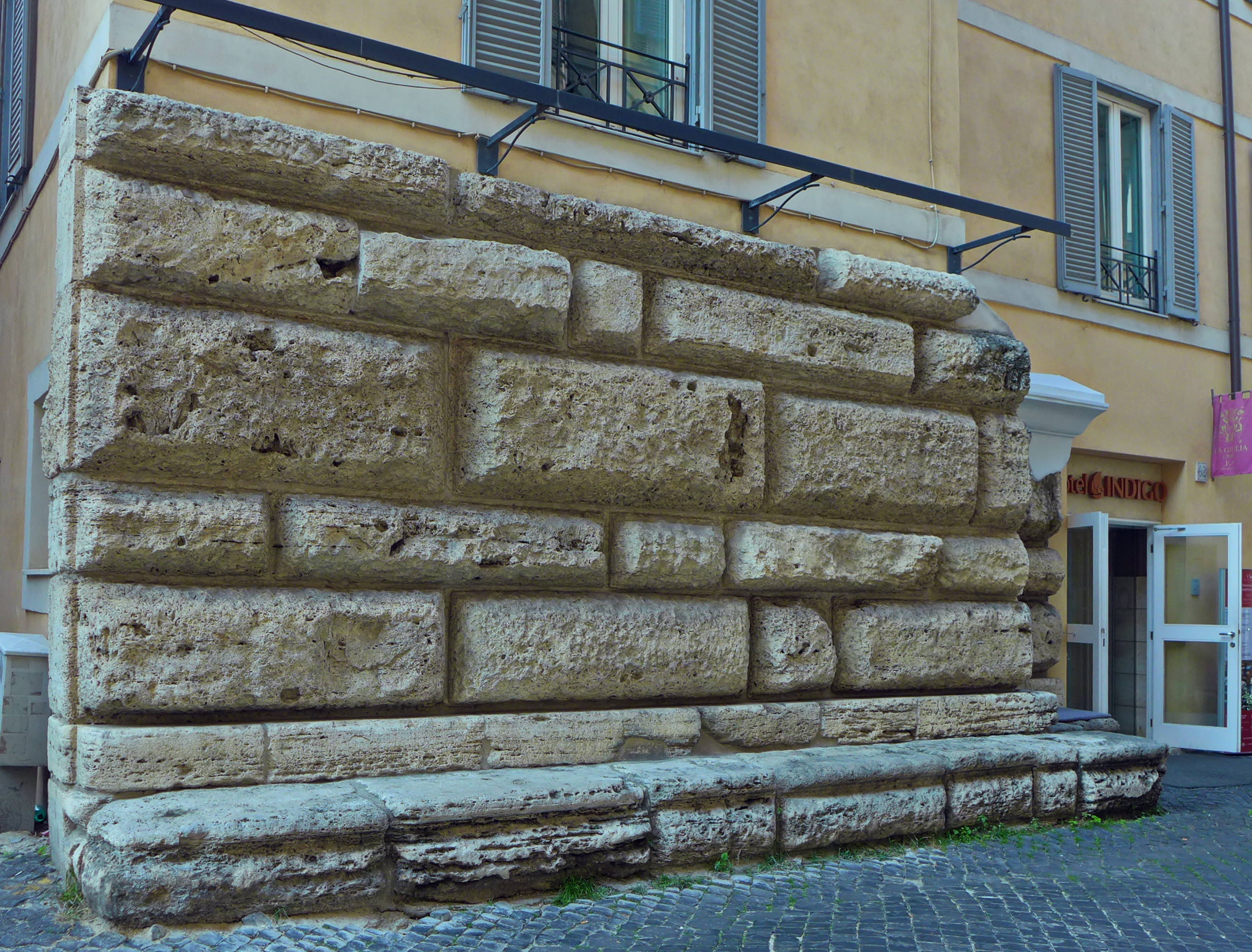
19 Sofà

Il progetto più importante previsto da Giulio II per la nuova strada era l'edificio dell'amministrazione centrale, in cui dovevano essere raggruppati gran parte degli importanti uffici e tribunali della città ("tribunali"). L'incarico del papa a Donato Bramante, all'epoca principalmente architetto della nuova Basilica di San Pietro, fu dato intorno al 1506, e i lavori di costruzione nell'area tra Vicolo del Cefalo e Via del Gonfalone iniziarono prima del 1508, ma furono interrotti già nel 1511 dopo la Pax Romana. Con la morte di Giulio II nel 1513, le attività edilizie furono completamente interrotte. Giorgio Vasari scrive:
Dell'edificio oggi sono visibili solo alcuni resti dei possenti muri perimetrali in bugnato, chiamati i sofà di Via Giulia dalla popolazione romana. Essi sono situati lungo Via Giulia tra Via del Gonfalone e Vicolo del Cefalo.

### 20 San Biagio della Pagnotta (San Biagio degli Armeni)

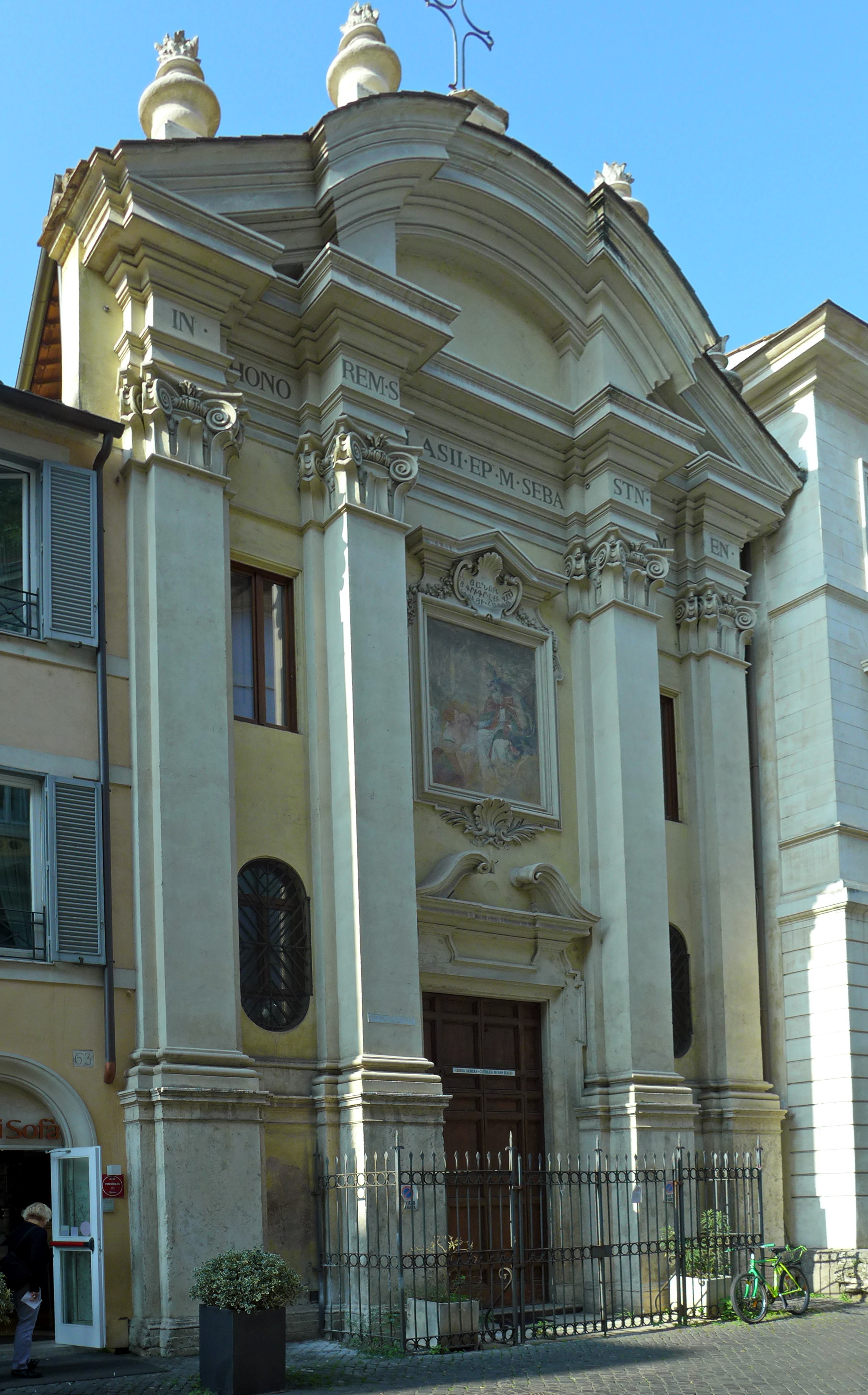
20 San Biagio

Questa antica chiesa, dedicata a San Biagio di Sebaste, viene già citata nei cataloghi ecclesiastici del Medioevo con il nome di San Biagio de Cantu Secuta. Il nome "della pagnotta" deriva dalla parola romana pagnotta, che vi venivano distribuiti ai fedeli il 3 febbraio (festa di San Biagio de Cantu Secuta). La chiesa fu annessa ad una delle prime abbazie di Roma. La chiesa fu annessa ad una delle prime abbazie di Roma. Un'iscrizione all'interno ricorda la costruzione della chiesa da parte di un abate Dominicus nel 1072. Secondo il progetto del Bramante, questa chiesa doveva essere inclusa nella costruzione del Palazzo dei Tribunali. Dal 1539 al 1835 fu una chiesa parrocchiale. Nel 1826 papa Gregorio XVI assegnò la chiesa alla comunità armena di Santa Maria Egiziaca. Da allora si chiama anche San Biagio degli Armeni.

### 21 Palazzo Ricci-Donarelli (Via Giulia n. 99-105)
Il palazzo, situato di fronte a Palazzo Sacchetti, era in origine un gruppo di edifici residenziali appartenuti prima alla famiglia Ricci e poi alla famiglia Donarelli. Il complesso è stato ristrutturato nel 1663, forse da Carlo Rainaldi.

### 22 Palazzo Sacchetti (Via Giulia 66)

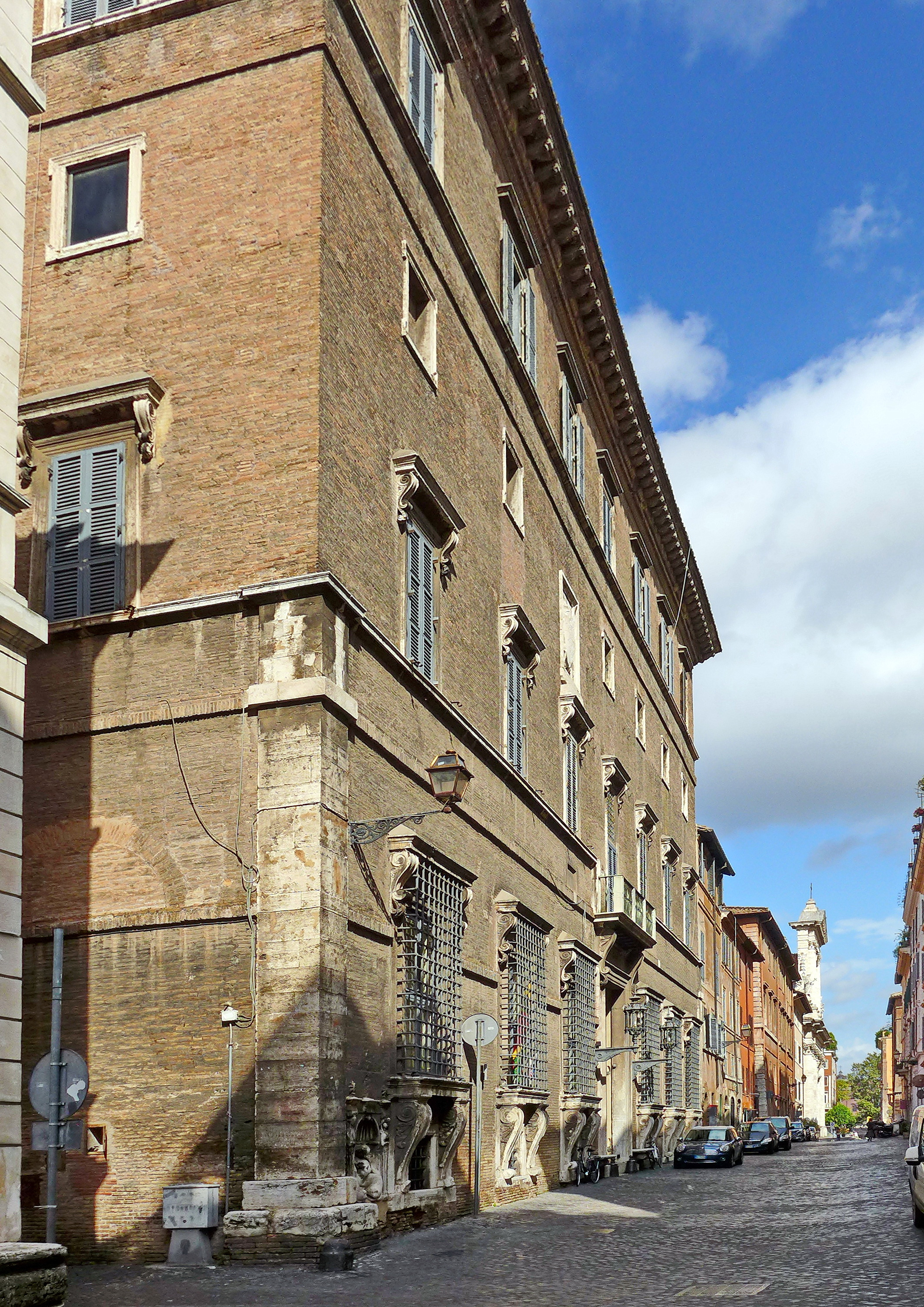
22 Palazzo Sacchetti

Antonio da Sangallo il Giovane costruì il palazzo su un terreno acquistato nel 1542 dal Capitolo Vaticano. La facciata porta ancora lo stemma martellato di Paolo III. Il figlio Orazio ereditò l'edificio e lo vendette nel 1552 al cardinale Giovanni Ricci di Montepulciano, che fece ampliare il palazzo fino alle dimensioni attuali dall'architetto Nanni di Baccio Bigio. Un'iscrizione Sulla facciata laterale sul Vicolo del Cefalo si legge che il palazzo fu liberato dal censo nel 1555.(Fig.) Il palazzo cambiò più volte proprietario. Nel 1649 fu acquistato dalla famiglia fiorentina dei Sacchetti, di cui porta ancora il nome. Il portale d'ingresso in marmo di via Giulia è fiancheggiato su entrambi i lati da tre grandi finestre con inferriate, soglia e cornice a mensola. Poi, tra la prima e la seconda metà del seicento fu la residenza della famiglia Acquaviva d'Aragona d'Atri a Roma, tanto che entrò nel lascito del cardinale Ottavio Acquaviva juniore a favore del nipote Cardinale Francesco Acquaviva d'Aragona, che ricevette il censo in eredità da casa Sacchetti. Nell'angolo sinistro del palazzo c'è una piccola fontana (Fig.) affiancata da Cariatidi con due delfini inseriti nel muro. Questo si riferisce ai successivi proprietari, la famiglia Ceuli, il cui stemma è stato martellato. All'interno spiccano il Salone dei Mappamondi, progettato da Francesco Salviati, e la sala da pranzo con due affreschi di Pietro da Cortona. La scrittrice Ingeborg Bachmann visse in questo palazzo nel 1973 morendo all'ospedale Sant'Eugenio il 17 ottobre 1973.

### 23 Palazzo con gli stemmi farnesiani (Via Giulia 93)

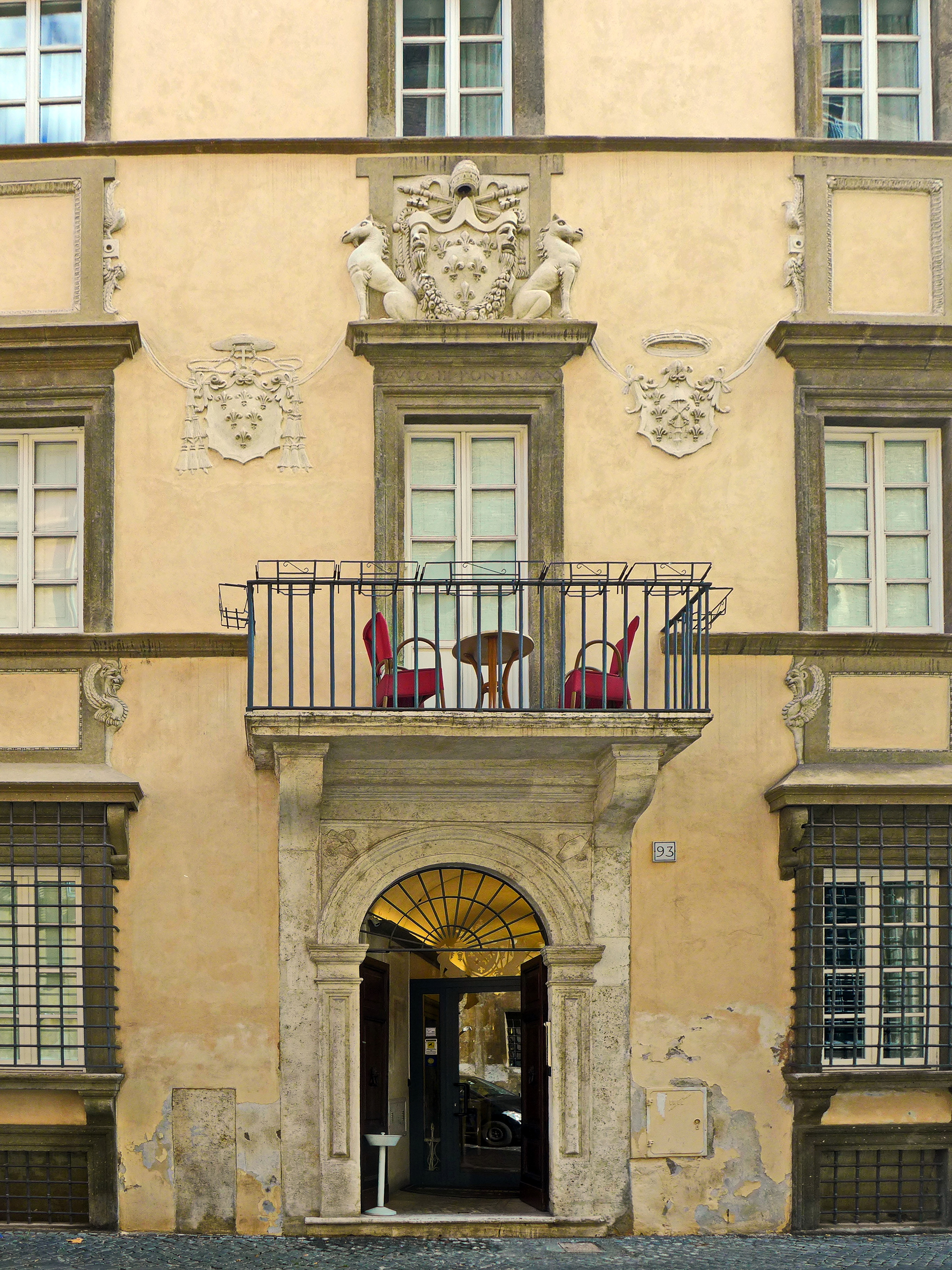
23 Palazzo con gli stemmi farnesiani

Il primo proprietario dell'edificio potrebbe essere stato Durante Duranti, amante di Costanza Farnese, o Guglielmo della Porta, che in questo caso sarebbe stato anche l'architetto. Il palazzo prende il nome dai tre stemmi della famiglia Farnese, che furono aggiunti alla facciata sotto Paolo III. Al centro del piano superiore si trova lo stemma di Paolo III con la tiara papale e le chiavi tra due unicorni. A sinistra lo stemma del cardinale Alessandro Farnese e a destra lo stemma del fratello Ottavio Farnese o di Pierluigi Farnese, entrambi Duchi di Parma and Piacenza.

### 24 Palazzo Medici Clarelli (Via Giulia 79)

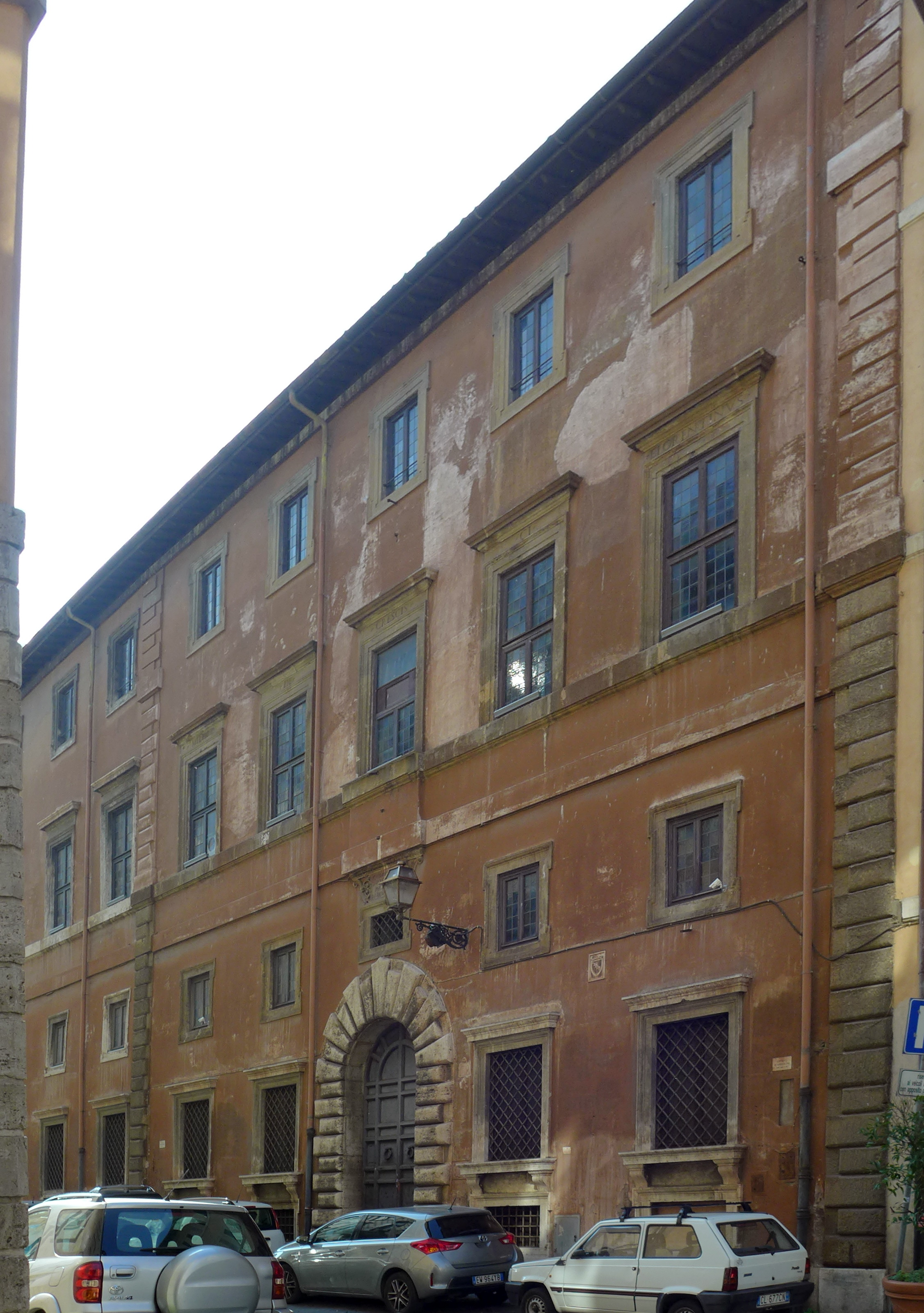
24 Palazzo Medici Clarelli

Antonio da Sangallo il Giovane costruì anche questo palazzo come sua residenza privata intorno al 1535-1536. Dopo la morte di Sangallo nel 1546 il palazzo passò in possesso del fiorentino Migliore Cresci. Un'iscrizione sopra il portale principale (Fig.) immortala il Duca Cosimo I de' Medici. Il palazzo appartenne per qualche tempo al Consolato toscano a Roma. Alla fine del XVII secolo fu acquistato dalla famiglia Marini Clarelli.
Nel XIX secolo fu utilizzato come caserma e nel 1870 fu venduto alla città di Roma. La facciata (riccamente istoriata all'epoca di Cresci), così come il portale sono rivestiti di bugnato. Ai lati del portale ci sono grandi finestre su mensole mal rifatte.

### 25 Casa di Raffaello (via Giulia 85)
(Fig.) Questo palazzo, erroneamente chiamato Casa di Raffaello, fu costruito dopo il 1525 per il Capitolo Vaticano su progetto dell'architetto Bartolomeo de Ramponibus. Raffaello originariamente acquistò qui diversi appezzamenti di terreno. Tuttavia, morì prima della costruzione dell'edificio, di cui esistono disegni suoi e di Antonio da Sangallo il Giovane. Un'iscrizione sopra le finestre del primo piano ricorda Raffaello: POSSEDEVA RAF SANZIO NEL MDXX.

### 26 Quartiere dei Fiorentini
Nel 1448 i mercanti fiorentini residenti a Roma (molti di loro si stabilirono nell'ansa del Tevere, nell'odierno Rione Ponte), fondarono la "Compagnia della Pietà", affine alla Misericordia fiorentina. Entrambi i papi della famiglia Medici, Leone X e Clemente VII, favorirono l'afflusso di fiorentini in particolare. Dal 1515 il Comune ebbe un proprio consolato, la cui sede si trovava in un palazzo in via del Consolato eretto nel 1541 e demolito nel 1888 per la costruzione di Corso Vittorio Emanuele.
Aveva anche le sue leggi, il suo tribunale, persino la sua prigione. Alcuni degli edifici eretti verso la fine del XV secolo che appartenevano ai fiorentini (Fig.) sono ancora oggi conservati di fronte alla chiesa di San Giovanni dei Fiorentini.

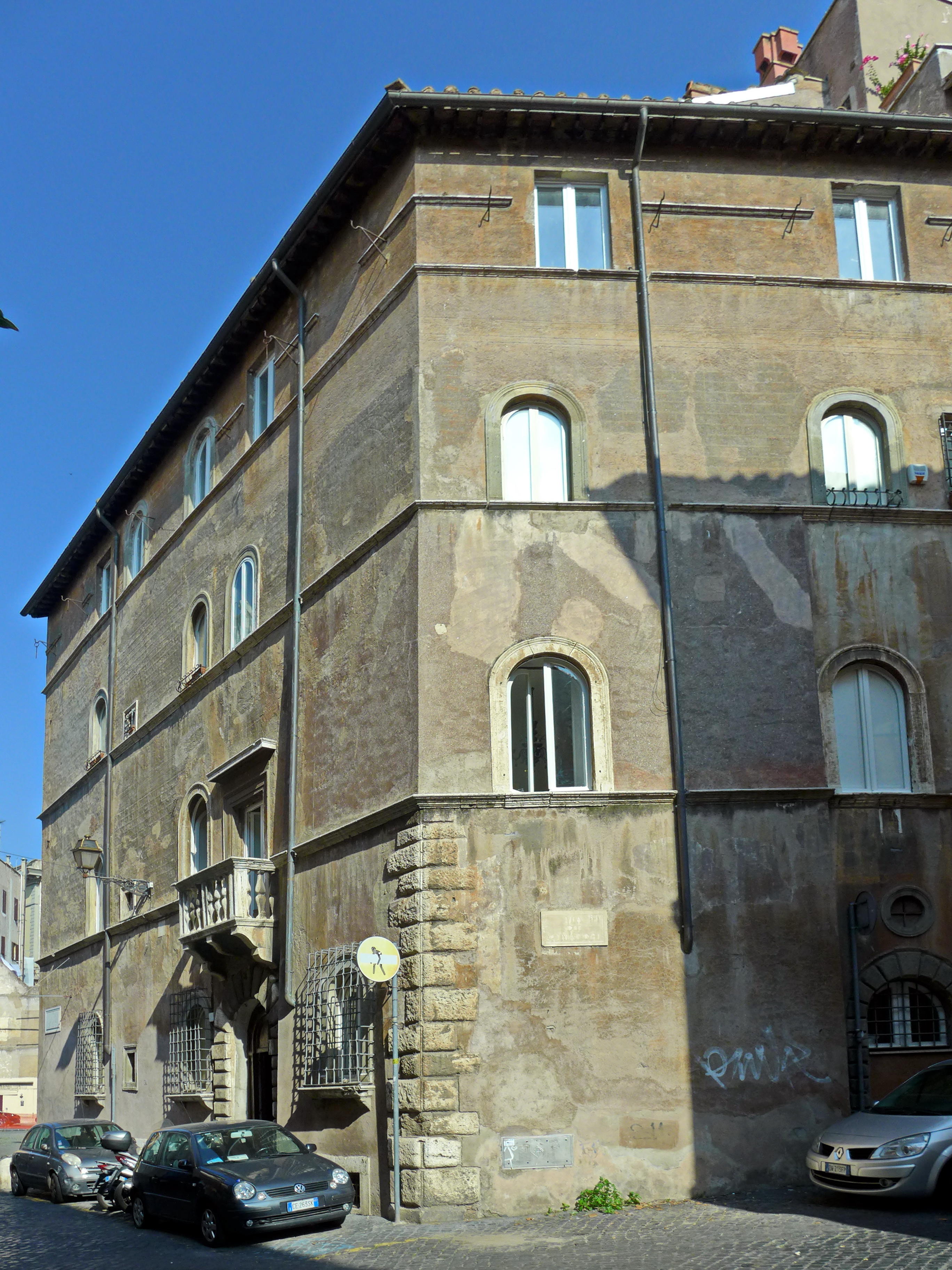
Case dei Fiorentini
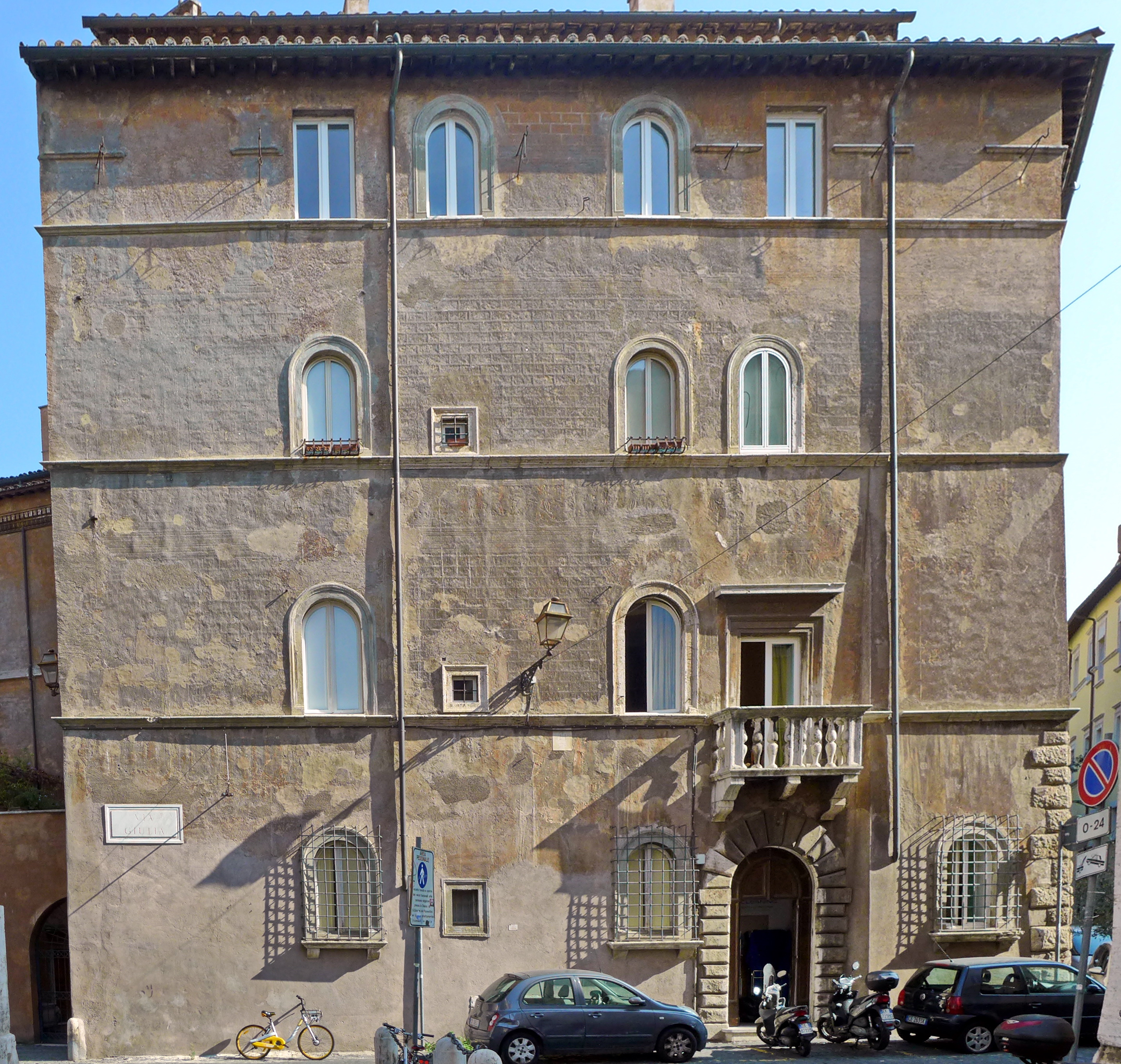
Case dei Fiorentini
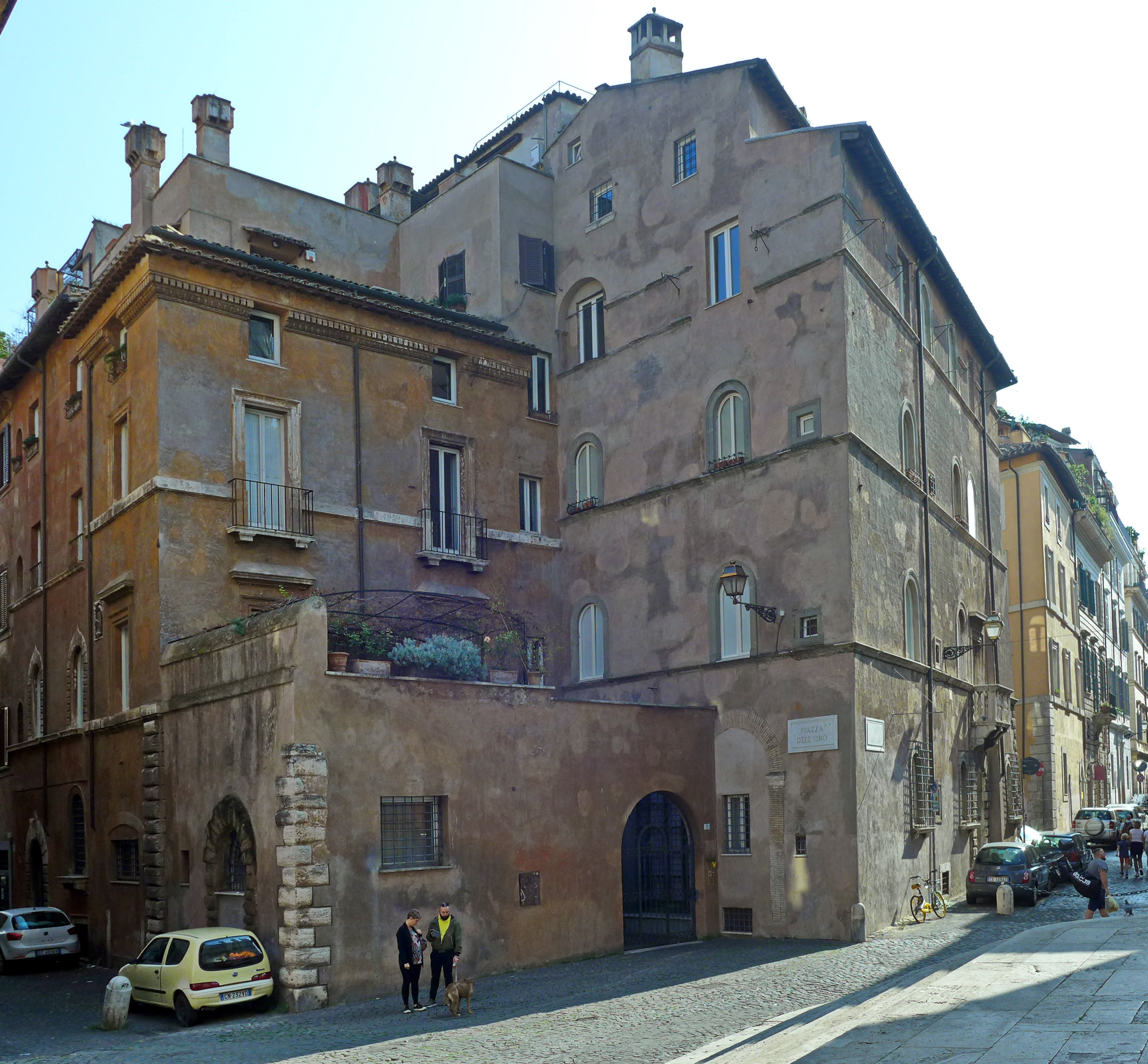
Case dei Fiorentini

### 27 San Giovanni dei Fiorentini

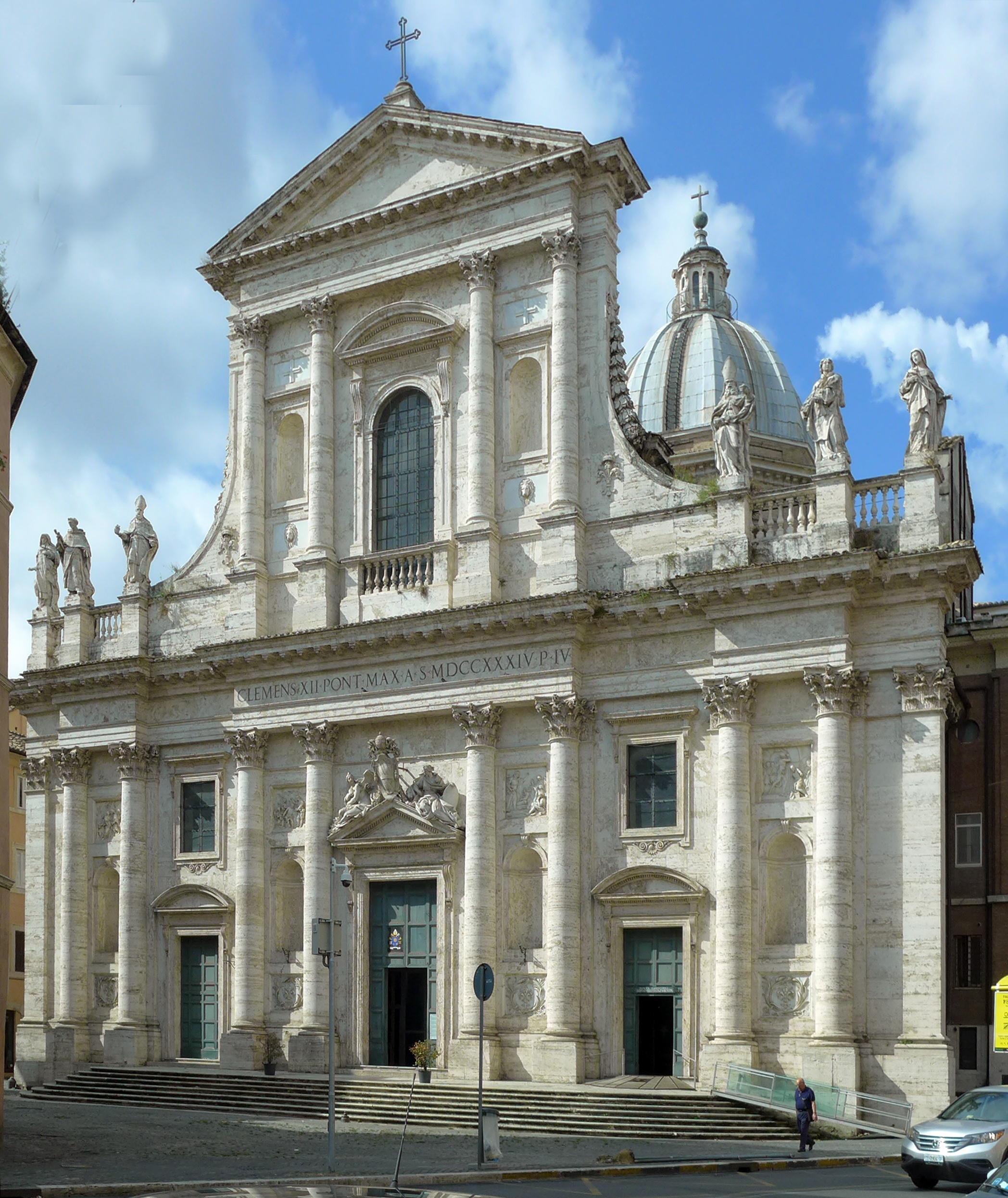
San Giovanni dei Fiorentini

Nel 1519 la "Nazione" dei fiorentini ricevette da Leone X il privilegio di costruire una chiesa parrocchiale in onore di San Giovanni Battista. La chiesa sorge all'estremità settentrionale di via Giulia, nel quartiere fiorentino. La chiesa riflette con la sua imponenza l'immagine politica e di potere della famiglia Medici, che un tempo possedeva un palazzo proprio accanto alla chiesa. Il cantiere della chiesa, la più grande e importante di via Giulia, la cui costruzione fu iniziata all'inizio del XVI secolo, ebbe una durata di oltre 200 anni.
Essa riunisce le opere di tre grandi maestri costruttori di Roma, Giacomo della Porta, Carlo Maderno e Francesco Borromini. Gli ultimi due artisti sono sepolti nella chiesa nella stessa tomba.
 L'altare, iniziato da Pietro da Cortona, è stato continuato da Borromini e terminato da Ciro Ferri.

## Monumenti e luoghi d'interesse

### Chiese ed oratori
- Spirito Santo dei Napoletani
- Santa Maria dell’Orazione e Morte
- Santa Caterina da Siena
- Sant'Eligio degli Orefici
- San Filippo Neri
- Oratorio del Gonfalone
- Santa Maria del Suffragio
- San Biagio degli Armeni
- San Giovanni dei Fiorentini

### Palazzi
- Palazzo Farnese, sede dell'Ambasciata di Francia (retro col giardino)
- Palazzo Falconieri
- Palazzo Cisterna
- Palazzo Varese
- Palazzo Ricci
- Palazzo del Collegio Spagnolo
- Palazzo Donarelli
- Palazzo Sacchetti
- Palazzo Medici Clarelli

### Varie
- Arco Farnesiano
- Le Carceri Nuove (ora sede del Museo Criminologico)
- La fontana del Mascherone
- Una targa (indicante il pomerium o confine della città al tempo dell'imperatore Claudio[104])